# Llista d'asteroides (444001-445000)
Llista d'asteroides del 444.001 al 445.000, amb data de descoberta i descobridor. És un fragment de la llista d'asteroides completa. Als asteroides se'ls dona un número quan es confirma la seva òrbita, per tant apareixen llistats aproximadament segons la data de descobriment.

## 444001–444100
| Nom    | Designació provisional | Data de descobriment   | Lloc de descobriment | Descobridor/s        |
| ------ | ---------------------- | ---------------------- | -------------------- | -------------------- |
| 444001 | 2003 YN80              | 18 de desembre de 2003 | Socorro              | LINEAR               |
| 444002 | 2003 YG117             | 27 de desembre de 2003 | Socorro              | LINEAR               |
| 444003 | 2003 YY120             | 27 de desembre de 2003 | Socorro              | LINEAR               |
| 444004 | 2004 AS1               | 13 de gener de 2004    | Socorro              | LINEAR               |
| 444005 | 2004 BA65              | 22 de gener de 2004    | Socorro              | LINEAR               |
| 444006 | 2004 BF91              | 24 de gener de 2004    | Socorro              | LINEAR               |
| 444007 | 2004 BU99              | 18 de gener de 2004    | Kitt Peak            | Spacewatch           |
| 444008 | 2004 BE126             | 22 de desembre de 2003 | Kitt Peak            | Spacewatch           |
| 444009 | 2004 BK144             | 19 de gener de 2004    | Kitt Peak            | Spacewatch           |
| 444010 | 2004 CO12              | 30 de gener de 2004    | Kitt Peak            | Spacewatch           |
| 444011 | 2004 CY27              | 12 de febrer de 2004   | Kitt Peak            | Spacewatch           |
| 444012 | 2004 CB89              | 11 de febrer de 2004   | Kitt Peak            | Spacewatch           |
| 444013 | 2004 DM8               | 17 de febrer de 2004   | Kitt Peak            | Spacewatch           |
| 444014 | 2004 DW11              | 17 de febrer de 2004   | Kitt Peak            | Spacewatch           |
| 444015 | 2004 DH54              | 12 de febrer de 2004   | Kitt Peak            | Spacewatch           |
| 444016 | 2004 EQ60              | 17 de febrer de 2004   | Catalina             | CSS                  |
| 444017 | 2004 EH92              | 15 de març de 2004     | Kitt Peak            | Spacewatch           |
| 444018 | 2004 EU95              | 15 de març de 2004     | Kitt Peak            | Buie, M. W.          |
| 444019 | 2004 FJ94              | 23 de març de 2004     | Socorro              | LINEAR               |
| 444020 | 2004 FU94              | 23 de febrer de 2004   | Socorro              | LINEAR               |
| 444021 | 2004 FL131             | 22 de març de 2004     | Socorro              | LINEAR               |
| 444022 | 2004 FP149             | 16 de març de 2004     | Kitt Peak            | Spacewatch           |
| 444023 | 2004 GH13              | 12 d'abril de 2004     | Siding Spring        | Siding Spring Survey |
| 444024 | 2004 GD14              | 13 d'abril de 2004     | Catalina             | CSS                  |
| 444025 | 2004 HJ79              | 26 d'abril de 2004     | Mauna Kea            | Gladman, B.          |
| 444026 | 2004 JC44              | 12 de maig de 2004     | Anderson Mesa        | LONEOS               |
| 444027 | 2004 KK14              | 23 de maig de 2004     | Socorro              | LINEAR               |
| 444028 | 2004 LB10              | 11 de juny de 2004     | Kitt Peak            | Spacewatch           |
| 444029 | 2004 NJ11              | 11 de juliol de 2004   | Socorro              | LINEAR               |
| 444030 | 2004 NT33              | 13 de juliol de 2004   | Palomar              | Palomar              |
| 444031 | 2004 PQ16              | 7 d'agost de 2004      | Siding Spring        | Siding Spring Survey |
| 444032 | 2004 PE26              | 8 d'agost de 2004      | Socorro              | LINEAR               |
| 444033 | 2004 PE29              | 6 d'agost de 2004      | Campo Imperatore     | CINEOS               |
| 444034 | 2004 PH29              | 7 d'agost de 2004      | Palomar              | NEAT                 |
| 444035 | 2004 PL32              | 8 d'agost de 2004      | Socorro              | LINEAR               |
| 444036 | 2004 PH45              | 7 d'agost de 2004      | Palomar              | NEAT                 |
| 444037 | 2004 PG51              | 27 de juny de 2004     | Siding Spring        | Siding Spring Survey |
| 444038 | 2004 PC77              | 17 de juliol de 2004   | Socorro              | LINEAR               |
| 444039 | 2004 PJ83              | 10 d'agost de 2004     | Socorro              | LINEAR               |
| 444040 | 2004 PR111             | 11 d'agost de 2004     | Palomar              | NEAT                 |
| 444041 | 2004 PF114             | 7 d'agost de 2004      | Palomar              | NEAT                 |
| 444042 | 2004 PS114             | 12 d'agost de 2004     | Palomar              | NEAT                 |
| 444043 | 2004 QR5               | 17 d'agost de 2004     | Socorro              | LINEAR               |
| 444044 | 2004 QR10              | 21 d'agost de 2004     | Siding Spring        | Siding Spring Survey |
| 444045 | 2004 QY26              | 21 d'agost de 2004     | Siding Spring        | Siding Spring Survey |
| 444046 | 2004 QX28              | 25 d'agost de 2004     | Kitt Peak            | Spacewatch           |
| 444047 | 2004 RD30              | 8 d'agost de 2004      | Anderson Mesa        | LONEOS               |
| 444048 | 2004 RG42              | 7 de setembre de 2004  | Kitt Peak            | Spacewatch           |
| 444049 | 2004 RQ42              | 8 de setembre de 2004  | Campo Imperatore     | CINEOS               |
| 444050 | 2004 RY43              | 8 de setembre de 2004  | Socorro              | LINEAR               |
| 444051 | 2004 RP46              | 8 de setembre de 2004  | Socorro              | LINEAR               |
| 444052 | 2004 RZ47              | 8 de setembre de 2004  | Socorro              | LINEAR               |
| 444053 | 2004 RK75              | 8 de setembre de 2004  | Socorro              | LINEAR               |
| 444054 | 2004 RC84              | 10 de setembre de 2004 | Kitt Peak            | Spacewatch           |
| 444055 | 2004 RU106             | 26 d'agost de 2004     | Catalina             | CSS                  |
| 444056 | 2004 RG129             | 7 de setembre de 2004  | Kitt Peak            | Spacewatch           |
| 444057 | 2004 RH136             | 19 d'agost de 2004     | Socorro              | LINEAR               |
| 444058 | 2004 RH150             | 9 de setembre de 2004  | Socorro              | LINEAR               |
| 444059 | 2004 RO153             | 10 de setembre de 2004 | Socorro              | LINEAR               |
| 444060 | 2004 RU162             | 11 de setembre de 2004 | Socorro              | LINEAR               |
| 444061 | 2004 RK166             | 7 de setembre de 2004  | Socorro              | LINEAR               |
| 444062 | 2004 RQ167             | 11 d'agost de 2004     | Socorro              | LINEAR               |
| 444063 | 2004 RC179             | 10 de setembre de 2004 | Socorro              | LINEAR               |
| 444064 | 2004 RN182             | 10 de setembre de 2004 | Socorro              | LINEAR               |
| 444065 | 2004 RE184             | 10 de setembre de 2004 | Socorro              | LINEAR               |
| 444066 | 2004 RX213             | 11 de setembre de 2004 | Socorro              | LINEAR               |
| 444067 | 2004 RX218             | 11 de setembre de 2004 | Socorro              | LINEAR               |
| 444068 | 2004 RE226             | 11 d'agost de 2004     | Socorro              | LINEAR               |
| 444069 | 2004 RN228             | 9 de setembre de 2004  | Kitt Peak            | Spacewatch           |
| 444070 | 2004 RT241             | 10 de setembre de 2004 | Kitt Peak            | Spacewatch           |
| 444071 | 2004 RE256             | 7 de setembre de 2004  | Socorro              | LINEAR               |
| 444072 | 2004 RX263             | 10 de setembre de 2004 | Kitt Peak            | Spacewatch           |
| 444073 | 2004 RY271             | 11 de setembre de 2004 | Kitt Peak            | Spacewatch           |
| 444074 | 2004 RJ282             | 15 de setembre de 2004 | Kitt Peak            | Spacewatch           |
| 444075 | 2004 RL296             | 11 de setembre de 2004 | Kitt Peak            | Spacewatch           |
| 444076 | 2004 RQ302             | 11 de setembre de 2004 | Kitt Peak            | Spacewatch           |
| 444077 | 2004 RX305             | 12 de setembre de 2004 | Socorro              | LINEAR               |
| 444078 | 2004 RT313             | 15 de setembre de 2004 | Kitt Peak            | Spacewatch           |
| 444079 | 2004 RT315             | 15 de setembre de 2004 | Siding Spring        | Siding Spring Survey |
| 444080 | 2004 RV335             | 15 de setembre de 2004 | Kitt Peak            | Spacewatch           |
| 444081 | 2004 SO3               | 17 de setembre de 2004 | Socorro              | LINEAR               |
| 444082 | 2004 SB21              | 21 de setembre de 2004 | Socorro              | LINEAR               |
| 444083 | 2004 SY23              | 17 de setembre de 2004 | Kitt Peak            | Spacewatch           |
| 444084 | 2004 SC24              | 7 de setembre de 2004  | Kitt Peak            | Spacewatch           |
| 444085 | 2004 SU39              | 13 de setembre de 2004 | Anderson Mesa        | LONEOS               |
| 444086 | 2004 SV46              | 18 de setembre de 2004 | Socorro              | LINEAR               |
| 444087 | 2004 SY46              | 18 de setembre de 2004 | Socorro              | LINEAR               |
| 444088 | 2004 SO51              | 19 d'agost de 2004     | Siding Spring        | Siding Spring Survey |
| 444089 | 2004 SH58              | 9 de setembre de 2004  | Socorro              | LINEAR               |
| 444090 | 2004 TW10              | 8 d'octubre de 2004    | Socorro              | LINEAR               |
| 444091 | 2004 TG14              | 9 d'octubre de 2004    | Socorro              | LINEAR               |
| 444092 | 2004 TX23              | 4 d'octubre de 2004    | Kitt Peak            | Spacewatch           |
| 444093 | 2004 TV25              | 4 d'octubre de 2004    | Kitt Peak            | Spacewatch           |
| 444094 | 2004 TA29              | 4 d'octubre de 2004    | Kitt Peak            | Spacewatch           |
| 444095 | 2004 TF33              | 22 de setembre de 2004 | Kitt Peak            | Spacewatch           |
| 444096 | 2004 TE34              | 4 d'octubre de 2004    | Kitt Peak            | Spacewatch           |
| 444097 | 2004 TY34              | 9 de setembre de 2004  | Campo Imperatore     | CINEOS               |
| 444098 | 2004 TC36              | 4 d'octubre de 2004    | Kitt Peak            | Spacewatch           |
| 444099 | 2004 TG36              | 9 de setembre de 2004  | Kitt Peak            | Spacewatch           |
| 444100 | 2004 TQ40              | 10 de setembre de 2004 | Kitt Peak            | Spacewatch           |

## 444101–444200
| Nom    | Designació provisional | Data de descobriment   | Lloc de descobriment | Descobridor/s           |
| ------ | ---------------------- | ---------------------- | -------------------- | ----------------------- |
| 444101 | 2004 TY40              | 4 d'octubre de 2004    | Kitt Peak            | Spacewatch              |
| 444102 | 2004 TJ49              | 4 d'octubre de 2004    | Kitt Peak            | Spacewatch              |
| 444103 | 2004 TG51              | 4 d'octubre de 2004    | Kitt Peak            | Spacewatch              |
| 444104 | 2004 TZ56              | 5 d'octubre de 2004    | Kitt Peak            | Spacewatch              |
| 444105 | 2004 TR59              | 5 d'octubre de 2004    | Kitt Peak            | Spacewatch              |
| 444106 | 2004 TX68              | 5 d'octubre de 2004    | Anderson Mesa        | LONEOS                  |
| 444107 | 2004 TF88              | 5 d'octubre de 2004    | Kitt Peak            | Spacewatch              |
| 444108 | 2004 TQ92              | 17 de setembre de 2004 | Kitt Peak            | Spacewatch              |
| 444109 | 2004 TF111             | 7 d'octubre de 2004    | Kitt Peak            | Spacewatch              |
| 444110 | 2004 TH112             | 7 d'octubre de 2004    | Kitt Peak            | Spacewatch              |
| 444111 | 2004 TP119             | 6 d'octubre de 2004    | Palomar              | NEAT                    |
| 444112 | 2004 TR119             | 6 d'octubre de 2004    | Palomar              | NEAT                    |
| 444113 | 2004 TX121             | 22 de setembre de 2004 | Socorro              | LINEAR                  |
| 444114 | 2004 TT132             | 18 de setembre de 2004 | Socorro              | LINEAR                  |
| 444115 | 2004 TM143             | 4 d'octubre de 2004    | Kitt Peak            | Spacewatch              |
| 444116 | 2004 TK151             | 10 de setembre de 2004 | Kitt Peak            | Spacewatch              |
| 444117 | 2004 TX156             | 6 d'octubre de 2004    | Kitt Peak            | Spacewatch              |
| 444118 | 2004 TE159             | 6 d'octubre de 2004    | Kitt Peak            | Spacewatch              |
| 444119 | 2004 TJ163             | 6 d'octubre de 2004    | Kitt Peak            | Spacewatch              |
| 444120 | 2004 TW178             | 7 d'octubre de 2004    | Kitt Peak            | Spacewatch              |
| 444121 | 2004 TO183             | 7 d'octubre de 2004    | Kitt Peak            | Spacewatch              |
| 444122 | 2004 TZ193             | 7 d'octubre de 2004    | Kitt Peak            | Spacewatch              |
| 444123 | 2004 TQ197             | 7 de setembre de 2004  | Kitt Peak            | Spacewatch              |
| 444124 | 2004 TD207             | 7 d'octubre de 2004    | Kitt Peak            | Spacewatch              |
| 444125 | 2004 TF212             | 8 d'octubre de 2004    | Kitt Peak            | Spacewatch              |
| 444126 | 2004 TT215             | 10 d'octubre de 2004   | Kitt Peak            | Spacewatch              |
| 444127 | 2004 TW234             | 8 d'octubre de 2004    | Socorro              | LINEAR                  |
| 444128 | 2004 TY269             | 9 d'octubre de 2004    | Kitt Peak            | Spacewatch              |
| 444129 | 2004 TM272             | 9 d'octubre de 2004    | Kitt Peak            | Spacewatch              |
| 444130 | 2004 TZ310             | 9 d'octubre de 2004    | Anderson Mesa        | LONEOS                  |
| 444131 | 2004 TR334             | 13 de setembre de 2004 | Anderson Mesa        | LONEOS                  |
| 444132 | 2004 TV343             | 14 d'octubre de 2004   | Kitt Peak            | Spacewatch              |
| 444133 | 2004 TH344             | 4 d'octubre de 2004    | Kitt Peak            | Spacewatch              |
| 444134 | 2004 TL366             | 10 d'octubre de 2004   | Kitt Peak            | Buie, M. W.             |
| 444135 | 2004 UB11              | 18 d'octubre de 2004   | Socorro              | LINEAR                  |
| 444136 | 2004 VX1               | 2 de novembre de 2004  | Anderson Mesa        | LONEOS                  |
| 444137 | 2004 VZ2               | 9 d'octubre de 2004    | Kitt Peak            | Spacewatch              |
| 444138 | 2004 VE15              | 5 de novembre de 2004  | Palomar              | NEAT                    |
| 444139 | 2004 VK15              | 6 de novembre de 2004  | Needville            | Dellinger, J., Lowe, A. |
| 444140 | 2004 VR21              | 4 de novembre de 2004  | Catalina             | CSS                     |
| 444141 | 2004 VX39              | 4 de novembre de 2004  | Kitt Peak            | Spacewatch              |
| 444142 | 2004 VO41              | 10 d'octubre de 2004   | Kitt Peak            | Spacewatch              |
| 444143 | 2004 VT49              | 4 de novembre de 2004  | Kitt Peak            | Spacewatch              |
| 444144 | 2004 VO51              | 4 de novembre de 2004  | Kitt Peak            | Spacewatch              |
| 444145 | 2004 VC54              | 25 de setembre de 2004 | Socorro              | LINEAR                  |
| 444146 | 2004 WO4               | 17 de novembre de 2004 | Campo Imperatore     | CINEOS                  |
| 444147 | 2004 XZ14              | 8 de desembre de 2004  | Socorro              | LINEAR                  |
| 444148 | 2004 XR47              | 9 de desembre de 2004  | Kitt Peak            | Spacewatch              |
| 444149 | 2004 YT                | 10 de novembre de 2004 | Kitt Peak            | Spacewatch              |
| 444150 | 2004 YW10              | 10 de novembre de 2004 | Kitt Peak            | Spacewatch              |
| 444151 | 2005 EE138             | 9 de març de 2005      | Socorro              | LINEAR                  |
| 444152 | 2005 EF177             | 8 de març de 2005      | Mount Lemmon         | Mt. Lemmon Survey       |
| 444153 | 2005 ET178             | 9 de març de 2005      | Kitt Peak            | Spacewatch              |
| 444154 | 2005 EY187             | 10 de març de 2005     | Mount Lemmon         | Mt. Lemmon Survey       |
| 444155 | 2005 ER197             | 11 de març de 2005     | Mount Lemmon         | Mt. Lemmon Survey       |
| 444156 | 2005 EH266             | 13 de març de 2005     | Kitt Peak            | Spacewatch              |
| 444157 | 2005 GP22              | 5 d'abril de 2005      | Siding Spring        | Siding Spring Survey    |
| 444158 | 2005 GL61              | 9 de març de 2005      | Mount Lemmon         | Mt. Lemmon Survey       |
| 444159 | 2005 GZ83              | 4 d'abril de 2005      | Kitt Peak            | Spacewatch              |
| 444160 | 2005 GU116             | 11 d'abril de 2005     | Kitt Peak            | Spacewatch              |
| 444161 | 2005 GP125             | 10 d'abril de 2005     | Mount Lemmon         | Mt. Lemmon Survey       |
| 444162 | 2005 GN129             | 7 d'abril de 2005      | Kitt Peak            | Spacewatch              |
| 444163 | 2005 GU173             | 14 d'abril de 2005     | Kitt Peak            | Spacewatch              |
| 444164 | 2005 JN4               | 1 de maig de 2005      | Kitt Peak            | Spacewatch              |
| 444165 | 2005 JY47              | 3 de maig de 2005      | Kitt Peak            | Spacewatch              |
| 444166 | 2005 JY78              | 10 de maig de 2005     | Mount Lemmon         | Mt. Lemmon Survey       |
| 444167 | 2005 JF89              | 11 de maig de 2005     | Kitt Peak            | Spacewatch              |
| 444168 | 2005 JP97              | 8 de maig de 2005      | Kitt Peak            | Spacewatch              |
| 444169 | 2005 JO106             | 12 de maig de 2005     | Bergisch Gladbach    | Bickel, W.              |
| 444170 | 2005 JZ135             | 11 de maig de 2005     | Anderson Mesa        | LONEOS                  |
| 444171 | 2005 KC1               | 16 de maig de 2005     | Kitt Peak            | Spacewatch              |
| 444172 | 2005 LO4               | 1 de juny de 2005      | Kitt Peak            | Spacewatch              |
| 444173 | 2005 NE81              | 9 de juliol de 2005    | Kitt Peak            | Spacewatch              |
| 444174 | 2005 NZ104             | 13 de juny de 2005     | Mount Lemmon         | Mt. Lemmon Survey       |
| 444175 | 2005 OH5               | 1 de juliol de 2005    | Kitt Peak            | Spacewatch              |
| 444176 | 2005 OA20              | 28 de juliol de 2005   | Palomar              | NEAT                    |
| 444177 | 2005 QA1               | 4 de juliol de 2005    | Kitt Peak            | Spacewatch              |
| 444178 | 2005 QP1               | 22 d'agost de 2005     | Palomar              | NEAT                    |
| 444179 | 2005 QV40              | 26 d'agost de 2005     | Palomar              | NEAT                    |
| 444180 | 2005 QZ120             | 28 d'agost de 2005     | Kitt Peak            | Spacewatch              |
| 444181 | 2005 QY121             | 28 d'agost de 2005     | Kitt Peak            | Spacewatch              |
| 444182 | 2005 QB180             | 26 d'agost de 2005     | Palomar              | NEAT                    |
| 444183 | 2005 QH187             | 30 d'agost de 2005     | Kitt Peak            | Spacewatch              |
| 444184 | 2005 RY12              | 1 de setembre de 2005  | Kitt Peak            | Spacewatch              |
| 444185 | 2005 SR1               | 23 de setembre de 2005 | Kitt Peak            | Spacewatch              |
| 444186 | 2005 SC15              | 26 de setembre de 2005 | Kitt Peak            | Spacewatch              |
| 444187 | 2005 SH25              | 26 de setembre de 2005 | Catalina             | CSS                     |
| 444188 | 2005 SN28              | 23 de setembre de 2005 | Kitt Peak            | Spacewatch              |
| 444189 | 2005 SR41              | 24 de setembre de 2005 | Kitt Peak            | Spacewatch              |
| 444190 | 2005 SP57              | 26 de setembre de 2005 | Kitt Peak            | Spacewatch              |
| 444191 | 2005 SF64              | 26 de setembre de 2005 | Kitt Peak            | Spacewatch              |
| 444192 | 2005 SW66              | 27 de setembre de 2005 | Kitt Peak            | Spacewatch              |
| 444193 | 2005 SE71              | 30 de setembre de 2005 | Mount Lemmon         | Mt. Lemmon Survey       |
| 444194 | 2005 SM80              | 24 de setembre de 2005 | Kitt Peak            | Spacewatch              |
| 444195 | 2005 SQ90              | 24 de setembre de 2005 | Kitt Peak            | Spacewatch              |
| 444196 | 2005 SO93              | 24 de setembre de 2005 | Kitt Peak            | Spacewatch              |
| 444197 | 2005 SZ108             | 26 de setembre de 2005 | Kitt Peak            | Spacewatch              |
| 444198 | 2005 SK121             | 1 de setembre de 2005  | Kitt Peak            | Spacewatch              |
| 444199 | 2005 SQ146             | 25 de setembre de 2005 | Kitt Peak            | Spacewatch              |
| 444200 | 2005 SM156             | 26 de setembre de 2005 | Kitt Peak            | Spacewatch              |

## 444201–444300
| Nom    | Designació provisional | Data de descobriment   | Lloc de descobriment | Descobridor/s     |
| ------ | ---------------------- | ---------------------- | -------------------- | ----------------- |
| 444201 | 2005 SK181             | 29 de setembre de 2005 | Kitt Peak            | Spacewatch        |
| 444202 | 2005 SH233             | 30 de setembre de 2005 | Mount Lemmon         | Mt. Lemmon Survey |
| 444203 | 2005 SV235             | 29 de setembre de 2005 | Kitt Peak            | Spacewatch        |
| 444204 | 2005 SE252             | 31 d'agost de 2005     | Kitt Peak            | Spacewatch        |
| 444205 | 2005 SM285             | 25 de setembre de 2005 | Apache Point         | Becker, A. C.     |
| 444206 | 2005 SC291             | 30 de setembre de 2005 | Mount Lemmon         | Mt. Lemmon Survey |
| 444207 | 2005 SK293             | 23 de setembre de 2005 | Catalina             | CSS               |
| 444208 | 2005 TR34              | 1 d'octubre de 2005    | Kitt Peak            | Spacewatch        |
| 444209 | 2005 TU54              | 1 d'octubre de 2005    | Catalina             | CSS               |
| 444210 | 2005 TP57              | 1 d'octubre de 2005    | Mount Lemmon         | Mt. Lemmon Survey |
| 444211 | 2005 TL58              | 1 d'octubre de 2005    | Mount Lemmon         | Mt. Lemmon Survey |
| 444212 | 2005 TH68              | 5 d'octubre de 2005    | Kitt Peak            | Spacewatch        |
| 444213 | 2005 TC78              | 7 d'octubre de 2005    | Mount Lemmon         | Mt. Lemmon Survey |
| 444214 | 2005 TY78              | 7 d'octubre de 2005    | Kitt Peak            | Spacewatch        |
| 444215 | 2005 TM83              | 3 d'octubre de 2005    | Catalina             | CSS               |
| 444216 | 2005 TG87              | 5 d'octubre de 2005    | Kitt Peak            | Spacewatch        |
| 444217 | 2005 TN112             | 27 de setembre de 2005 | Kitt Peak            | Spacewatch        |
| 444218 | 2005 TE119             | 7 d'octubre de 2005    | Kitt Peak            | Spacewatch        |
| 444219 | 2005 TW120             | 7 d'octubre de 2005    | Kitt Peak            | Spacewatch        |
| 444220 | 2005 TT122             | 29 de setembre de 2005 | Mount Lemmon         | Mt. Lemmon Survey |
| 444221 | 2005 TJ137             | 25 de setembre de 2005 | Kitt Peak            | Spacewatch        |
| 444222 | 2005 TM180             | 1 d'octubre de 2005    | Kitt Peak            | Spacewatch        |
| 444223 | 2005 TN187             | 6 d'octubre de 2005    | Mount Lemmon         | Mt. Lemmon Survey |
| 444224 | 2005 TO194             | 10 d'octubre de 2005   | Catalina             | CSS               |
| 444225 | 2005 US5               | 27 d'octubre de 2005   | Socorro              | LINEAR            |
| 444226 | 2005 UN6               | 22 d'octubre de 2005   | Kitt Peak            | Spacewatch        |
| 444227 | 2005 UA32              | 24 d'octubre de 2005   | Kitt Peak            | Spacewatch        |
| 444228 | 2005 UY42              | 22 d'octubre de 2005   | Kitt Peak            | Spacewatch        |
| 444229 | 2005 UJ47              | 22 d'octubre de 2005   | Catalina             | CSS               |
| 444230 | 2005 UH71              | 10 d'octubre de 2005   | Catalina             | CSS               |
| 444231 | 2005 UX72              | 23 d'octubre de 2005   | Palomar              | NEAT              |
| 444232 | 2005 UL83              | 22 d'octubre de 2005   | Kitt Peak            | Spacewatch        |
| 444233 | 2005 UW83              | 22 d'octubre de 2005   | Kitt Peak            | Spacewatch        |
| 444234 | 2005 UW94              | 22 d'octubre de 2005   | Kitt Peak            | Spacewatch        |
| 444235 | 2005 UZ97              | 22 d'octubre de 2005   | Kitt Peak            | Spacewatch        |
| 444236 | 2005 UE100             | 22 d'octubre de 2005   | Kitt Peak            | Spacewatch        |
| 444237 | 2005 UL111             | 22 d'octubre de 2005   | Kitt Peak            | Spacewatch        |
| 444238 | 2005 UR125             | 24 d'octubre de 2005   | Kitt Peak            | Spacewatch        |
| 444239 | 2005 UL135             | 25 d'octubre de 2005   | Kitt Peak            | Spacewatch        |
| 444240 | 2005 UM135             | 25 d'octubre de 2005   | Kitt Peak            | Spacewatch        |
| 444241 | 2005 US144             | 26 d'octubre de 2005   | Kitt Peak            | Spacewatch        |
| 444242 | 2005 US149             | 26 d'octubre de 2005   | Kitt Peak            | Spacewatch        |
| 444243 | 2005 UU149             | 26 d'octubre de 2005   | Kitt Peak            | Spacewatch        |
| 444244 | 2005 UD154             | 26 d'octubre de 2005   | Kitt Peak            | Spacewatch        |
| 444245 | 2005 UF159             | 25 d'octubre de 2005   | Catalina             | CSS               |
| 444246 | 2005 UG165             | 24 d'octubre de 2005   | Kitt Peak            | Spacewatch        |
| 444247 | 2005 UA169             | 24 d'octubre de 2005   | Kitt Peak            | Spacewatch        |
| 444248 | 2005 UM171             | 24 d'octubre de 2005   | Kitt Peak            | Spacewatch        |
| 444249 | 2005 UA179             | 24 d'octubre de 2005   | Kitt Peak            | Spacewatch        |
| 444250 | 2005 US183             | 25 d'octubre de 2005   | Mount Lemmon         | Mt. Lemmon Survey |
| 444251 | 2005 UX191             | 27 d'octubre de 2005   | Mount Lemmon         | Mt. Lemmon Survey |
| 444252 | 2005 UG193             | 29 de setembre de 2005 | Mount Lemmon         | Mt. Lemmon Survey |
| 444253 | 2005 UT195             | 24 d'octubre de 2005   | Kitt Peak            | Spacewatch        |
| 444254 | 2005 UL206             | 27 d'octubre de 2005   | Kitt Peak            | Spacewatch        |
| 444255 | 2005 UB212             | 27 d'octubre de 2005   | Kitt Peak            | Spacewatch        |
| 444256 | 2005 US219             | 25 d'octubre de 2005   | Kitt Peak            | Spacewatch        |
| 444257 | 2005 UG224             | 25 d'octubre de 2005   | Kitt Peak            | Spacewatch        |
| 444258 | 2005 UU232             | 25 d'octubre de 2005   | Mount Lemmon         | Mt. Lemmon Survey |
| 444259 | 2005 UT236             | 25 d'octubre de 2005   | Kitt Peak            | Spacewatch        |
| 444260 | 2005 UA238             | 25 d'octubre de 2005   | Kitt Peak            | Spacewatch        |
| 444261 | 2005 UX240             | 25 d'octubre de 2005   | Kitt Peak            | Spacewatch        |
| 444262 | 2005 UX244             | 25 d'octubre de 2005   | Kitt Peak            | Spacewatch        |
| 444263 | 2005 UD258             | 25 d'octubre de 2005   | Kitt Peak            | Spacewatch        |
| 444264 | 2005 UU265             | 27 d'octubre de 2005   | Kitt Peak            | Spacewatch        |
| 444265 | 2005 UT269             | 1 d'octubre de 2005    | Kitt Peak            | Spacewatch        |
| 444266 | 2005 UD296             | 26 d'octubre de 2005   | Kitt Peak            | Spacewatch        |
| 444267 | 2005 UT297             | 26 d'octubre de 2005   | Kitt Peak            | Spacewatch        |
| 444268 | 2005 UQ299             | 26 d'octubre de 2005   | Kitt Peak            | Spacewatch        |
| 444269 | 2005 UD311             | 29 d'octubre de 2005   | Mount Lemmon         | Mt. Lemmon Survey |
| 444270 | 2005 UA322             | 27 d'octubre de 2005   | Kitt Peak            | Spacewatch        |
| 444271 | 2005 UV325             | 11 d'octubre de 2005   | Kitt Peak            | Spacewatch        |
| 444272 | 2005 US332             | 1 d'octubre de 2005    | Mount Lemmon         | Mt. Lemmon Survey |
| 444273 | 2005 UK333             | 29 d'octubre de 2005   | Mount Lemmon         | Mt. Lemmon Survey |
| 444274 | 2005 UP335             | 30 d'octubre de 2005   | Socorro              | LINEAR            |
| 444275 | 2005 UM336             | 30 d'octubre de 2005   | Mount Lemmon         | Mt. Lemmon Survey |
| 444276 | 2005 UX349             | 27 d'octubre de 2005   | Mount Lemmon         | Mt. Lemmon Survey |
| 444277 | 2005 UT380             | 30 d'octubre de 2005   | Mount Lemmon         | Mt. Lemmon Survey |
| 444278 | 2005 UQ384             | 27 d'octubre de 2005   | Kitt Peak            | Spacewatch        |
| 444279 | 2005 UO424             | 28 d'octubre de 2005   | Kitt Peak            | Spacewatch        |
| 444280 | 2005 UK426             | 28 d'octubre de 2005   | Kitt Peak            | Spacewatch        |
| 444281 | 2005 UX429             | 28 d'octubre de 2005   | Kitt Peak            | Spacewatch        |
| 444282 | 2005 UF431             | 28 d'octubre de 2005   | Kitt Peak            | Spacewatch        |
| 444283 | 2005 UT436             | 31 d'octubre de 2005   | Kitt Peak            | Spacewatch        |
| 444284 | 2005 UF442             | 29 d'octubre de 2005   | Catalina             | CSS               |
| 444285 | 2005 UB446             | 29 d'octubre de 2005   | Catalina             | CSS               |
| 444286 | 2005 UH460             | 28 d'octubre de 2005   | Mount Lemmon         | Mt. Lemmon Survey |
| 444287 | 2005 UV469             | 30 d'octubre de 2005   | Kitt Peak            | Spacewatch        |
| 444288 | 2005 UE473             | 30 d'octubre de 2005   | Mount Lemmon         | Mt. Lemmon Survey |
| 444289 | 2005 UE476             | 23 d'octubre de 2005   | Catalina             | CSS               |
| 444290 | 2005 UP489             | 23 d'octubre de 2005   | Catalina             | CSS               |
| 444291 | 2005 UY495             | 26 d'octubre de 2005   | Anderson Mesa        | LONEOS            |
| 444292 | 2005 UJ511             | 27 d'octubre de 2005   | Mount Lemmon         | Mt. Lemmon Survey |
| 444293 | 2005 UO511             | 27 d'octubre de 2005   | Mount Lemmon         | Mt. Lemmon Survey |
| 444294 | 2005 UM513             | 27 d'octubre de 2005   | Kitt Peak            | Spacewatch        |
| 444295 | 2005 UM515             | 22 d'octubre de 2005   | Apache Point         | Becker, A. C.     |
| 444296 | 2005 UV517             | 25 d'octubre de 2005   | Apache Point         | Becker, A. C.     |
| 444297 | 2005 UH526             | 25 d'octubre de 2005   | Kitt Peak            | Spacewatch        |
| 444298 | 2005 UF527             | 30 d'octubre de 2005   | Mount Lemmon         | Mt. Lemmon Survey |
| 444299 | 2005 VO13              | 30 de setembre de 2005 | Mount Lemmon         | Mt. Lemmon Survey |
| 444300 | 2005 VC34              | 31 d'octubre de 2005   | Mount Lemmon         | Mt. Lemmon Survey |

## 444301–444400
| Nom    | Designació provisional | Data de descobriment   | Lloc de descobriment | Descobridor/s     |
| ------ | ---------------------- | ---------------------- | -------------------- | ----------------- |
| 444301 | 2005 VO51              | 29 d'octubre de 2005   | Kitt Peak            | Spacewatch        |
| 444302 | 2005 VD66              | 1 de novembre de 2005  | Mount Lemmon         | Mt. Lemmon Survey |
| 444303 | 2005 VA68              | 22 d'octubre de 2005   | Kitt Peak            | Spacewatch        |
| 444304 | 2005 VD68              | 1 de novembre de 2005  | Mount Lemmon         | Mt. Lemmon Survey |
| 444305 | 2005 VM76              | 4 de novembre de 2005  | Kitt Peak            | Spacewatch        |
| 444306 | 2005 VX80              | 25 d'octubre de 2005   | Mount Lemmon         | Mt. Lemmon Survey |
| 444307 | 2005 VF92              | 6 de novembre de 2005  | Mount Lemmon         | Mt. Lemmon Survey |
| 444308 | 2005 VE94              | 6 de novembre de 2005  | Mount Lemmon         | Mt. Lemmon Survey |
| 444309 | 2005 VE99              | 10 de novembre de 2005 | Catalina             | CSS               |
| 444310 | 2005 VK101             | 2 de novembre de 2005  | Mount Lemmon         | Mt. Lemmon Survey |
| 444311 | 2005 VT105             | 10 d'octubre de 2005   | Kitt Peak            | Spacewatch        |
| 444312 | 2005 VL107             | 5 de novembre de 2005  | Kitt Peak            | Spacewatch        |
| 444313 | 2005 VP110             | 30 de setembre de 2005 | Mount Lemmon         | Mt. Lemmon Survey |
| 444314 | 2005 VK111             | 6 de novembre de 2005  | Mount Lemmon         | Mt. Lemmon Survey |
| 444315 | 2005 VU124             | 4 de novembre de 2005  | Kitt Peak            | Spacewatch        |
| 444316 | 2005 VJ134             | 1 de novembre de 2005  | Mount Lemmon         | Mt. Lemmon Survey |
| 444317 | 2005 WJ13              | 25 d'octubre de 2005   | Mount Lemmon         | Mt. Lemmon Survey |
| 444318 | 2005 WC16              | 22 de novembre de 2005 | Kitt Peak            | Spacewatch        |
| 444319 | 2005 WD18              | 22 de novembre de 2005 | Kitt Peak            | Spacewatch        |
| 444320 | 2005 WU18              | 22 de novembre de 2005 | Kitt Peak            | Spacewatch        |
| 444321 | 2005 WX19              | 12 de novembre de 2005 | Kitt Peak            | Spacewatch        |
| 444322 | 2005 WR21              | 21 de novembre de 2005 | Kitt Peak            | Spacewatch        |
| 444323 | 2005 WX25              | 30 de setembre de 2005 | Mount Lemmon         | Mt. Lemmon Survey |
| 444324 | 2005 WB30              | 21 de novembre de 2005 | Kitt Peak            | Spacewatch        |
| 444325 | 2005 WW30              | 21 de novembre de 2005 | Kitt Peak            | Spacewatch        |
| 444326 | 2005 WL35              | 22 de novembre de 2005 | Kitt Peak            | Spacewatch        |
| 444327 | 2005 WL38              | 22 de novembre de 2005 | Junk Bond            | Healy, D.         |
| 444328 | 2005 WR40              | 25 de novembre de 2005 | Mount Lemmon         | Mt. Lemmon Survey |
| 444329 | 2005 WY42              | 27 d'octubre de 2005   | Mount Lemmon         | Mt. Lemmon Survey |
| 444330 | 2005 WE47              | 25 de novembre de 2005 | Kitt Peak            | Spacewatch        |
| 444331 | 2005 WT57              | 21 de novembre de 2005 | Catalina             | CSS               |
| 444332 | 2005 WH65              | 25 d'octubre de 2005   | Kitt Peak            | Spacewatch        |
| 444333 | 2005 WG69              | 26 de novembre de 2005 | Mount Lemmon         | Mt. Lemmon Survey |
| 444334 | 2005 WB72              | 22 de novembre de 2005 | Catalina             | CSS               |
| 444335 | 2005 WH81              | 26 de novembre de 2005 | Mount Lemmon         | Mt. Lemmon Survey |
| 444336 | 2005 WW85              | 28 de novembre de 2005 | Mount Lemmon         | Mt. Lemmon Survey |
| 444337 | 2005 WB89              | 22 d'octubre de 2005   | Kitt Peak            | Spacewatch        |
| 444338 | 2005 WD98              | 26 de novembre de 2005 | Kitt Peak            | Spacewatch        |
| 444339 | 2005 WF109             | 30 de novembre de 2005 | Kitt Peak            | Spacewatch        |
| 444340 | 2005 WP112             | 30 de novembre de 2005 | Mount Lemmon         | Mt. Lemmon Survey |
| 444341 | 2005 WY112             | 25 de novembre de 2005 | Catalina             | CSS               |
| 444342 | 2005 WE118             | 28 de novembre de 2005 | Catalina             | CSS               |
| 444343 | 2005 WG124             | 12 de novembre de 2005 | Kitt Peak            | Spacewatch        |
| 444344 | 2005 WY130             | 25 de novembre de 2005 | Mount Lemmon         | Mt. Lemmon Survey |
| 444345 | 2005 WY131             | 25 d'octubre de 2005   | Mount Lemmon         | Mt. Lemmon Survey |
| 444346 | 2005 WM138             | 26 de novembre de 2005 | Mount Lemmon         | Mt. Lemmon Survey |
| 444347 | 2005 WT141             | 28 de novembre de 2005 | Mount Lemmon         | Mt. Lemmon Survey |
| 444348 | 2005 WW144             | 6 de novembre de 2005  | Mount Lemmon         | Mt. Lemmon Survey |
| 444349 | 2005 WN145             | 28 d'octubre de 2005   | Mount Lemmon         | Mt. Lemmon Survey |
| 444350 | 2005 WP152             | 29 de novembre de 2005 | Kitt Peak            | Spacewatch        |
| 444351 | 2005 WZ153             | 29 de novembre de 2005 | Palomar              | NEAT              |
| 444352 | 2005 WN158             | 28 de novembre de 2005 | Socorro              | LINEAR            |
| 444353 | 2005 WH169             | 30 de novembre de 2005 | Kitt Peak            | Spacewatch        |
| 444354 | 2005 WK198             | 5 de novembre de 2005  | Kitt Peak            | Spacewatch        |
| 444355 | 2005 XH9               | 1 de desembre de 2005  | Kitt Peak            | Spacewatch        |
| 444356 | 2005 XT15              | 22 de novembre de 2005 | Kitt Peak            | Spacewatch        |
| 444357 | 2005 XP17              | 1 de desembre de 2005  | Kitt Peak            | Spacewatch        |
| 444358 | 2005 XB21              | 2 de desembre de 2005  | Mount Lemmon         | Mt. Lemmon Survey |
| 444359 | 2005 XL26              | 4 de desembre de 2005  | Mount Lemmon         | Mt. Lemmon Survey |
| 444360 | 2005 XM27              | 9 d'octubre de 1994    | Kitt Peak            | Spacewatch        |
| 444361 | 2005 XH37              | 27 d'octubre de 2005   | Mount Lemmon         | Mt. Lemmon Survey |
| 444362 | 2005 XA47              | 28 d'octubre de 2005   | Mount Lemmon         | Mt. Lemmon Survey |
| 444363 | 2005 XZ50              | 2 de desembre de 2005  | Kitt Peak            | Spacewatch        |
| 444364 | 2005 XA58              | 2 de desembre de 2005  | Kitt Peak            | Spacewatch        |
| 444365 | 2005 XC61              | 4 de desembre de 2005  | Kitt Peak            | Spacewatch        |
| 444366 | 2005 XP72              | 6 de desembre de 2005  | Kitt Peak            | Spacewatch        |
| 444367 | 2005 XE90              | 8 de desembre de 2005  | Kitt Peak            | Spacewatch        |
| 444368 | 2005 YD2               | 19 d'octubre de 1998   | Kitt Peak            | Spacewatch        |
| 444369 | 2005 YU2               | 21 de desembre de 2005 | Catalina             | CSS               |
| 444370 | 2005 YH44              | 5 de desembre de 2005  | Kitt Peak            | Spacewatch        |
| 444371 | 2005 YE62              | 24 de desembre de 2005 | Kitt Peak            | Spacewatch        |
| 444372 | 2005 YW65              | 25 de desembre de 2005 | Mount Lemmon         | Mt. Lemmon Survey |
| 444373 | 2005 YL66              | 25 de desembre de 2005 | Kitt Peak            | Spacewatch        |
| 444374 | 2005 YZ68              | 26 de desembre de 2005 | Kitt Peak            | Spacewatch        |
| 444375 | 2005 YJ69              | 26 de desembre de 2005 | Kitt Peak            | Spacewatch        |
| 444376 | 2005 YA71              | 29 de novembre de 2005 | Mount Lemmon         | Mt. Lemmon Survey |
| 444377 | 2005 YL83              | 24 de desembre de 2005 | Kitt Peak            | Spacewatch        |
| 444378 | 2005 YU87              | 2 de desembre de 2005  | Mount Lemmon         | Mt. Lemmon Survey |
| 444379 | 2005 YO92              | 27 de desembre de 2005 | Mount Lemmon         | Mt. Lemmon Survey |
| 444380 | 2005 YJ99              | 28 de desembre de 2005 | Kitt Peak            | Spacewatch        |
| 444381 | 2005 YY113             | 25 de desembre de 2005 | Kitt Peak            | Spacewatch        |
| 444382 | 2005 YJ114             | 25 de desembre de 2005 | Kitt Peak            | Spacewatch        |
| 444383 | 2005 YN119             | 26 de desembre de 2005 | Mount Lemmon         | Mt. Lemmon Survey |
| 444384 | 2005 YT125             | 26 de desembre de 2005 | Kitt Peak            | Spacewatch        |
| 444385 | 2005 YT134             | 26 de desembre de 2005 | Kitt Peak            | Spacewatch        |
| 444386 | 2005 YY150             | 25 de desembre de 2005 | Kitt Peak            | Spacewatch        |
| 444387 | 2005 YA156             | 30 de novembre de 2005 | Mount Lemmon         | Mt. Lemmon Survey |
| 444388 | 2005 YG176             | 22 de desembre de 2005 | Kitt Peak            | Spacewatch        |
| 444389 | 2005 YA180             | 28 de desembre de 2005 | Mount Lemmon         | Mt. Lemmon Survey |
| 444390 | 2005 YX187             | 30 de novembre de 2005 | Mount Lemmon         | Mt. Lemmon Survey |
| 444391 | 2005 YS190             | 30 de desembre de 2005 | Kitt Peak            | Spacewatch        |
| 444392 | 2005 YS201             | 24 de desembre de 2005 | Kitt Peak            | Spacewatch        |
| 444393 | 2005 YC238             | 28 de novembre de 2005 | Mount Lemmon         | Mt. Lemmon Survey |
| 444394 | 2005 YW245             | 1 de desembre de 2005  | Mount Lemmon         | Mt. Lemmon Survey |
| 444395 | 2005 YR247             | 30 de desembre de 2005 | Kitt Peak            | Spacewatch        |
| 444396 | 2005 YU253             | 29 de desembre de 2005 | Kitt Peak            | Spacewatch        |
| 444397 | 2005 YL276             | 10 de desembre de 2005 | Kitt Peak            | Spacewatch        |
| 444398 | 2005 YC280             | 25 de desembre de 2005 | Kitt Peak            | Spacewatch        |
| 444399 | 2005 YP282             | 26 de desembre de 2005 | Mount Lemmon         | Mt. Lemmon Survey |
| 444400 | 2005 YH286             | 30 de desembre de 2005 | Kitt Peak            | Spacewatch        |

## 444401–444500
| Nom    | Designació provisional | Data de descobriment   | Lloc de descobriment | Descobridor/s        |
| ------ | ---------------------- | ---------------------- | -------------------- | -------------------- |
| 444401 | 2005 YU286             | 6 de desembre de 2005  | Kitt Peak            | Spacewatch           |
| 444402 | 2006 AE8               | 7 de gener de 2006     | Anderson Mesa        | LONEOS               |
| 444403 | 2006 AK30              | 2 de gener de 2006     | Mount Lemmon         | Mt. Lemmon Survey    |
| 444404 | 2006 AO31              | 5 de gener de 2006     | Catalina             | CSS                  |
| 444405 | 2006 AV31              | 5 de gener de 2006     | Catalina             | CSS                  |
| 444406 | 2006 AO35              | 25 de desembre de 2005 | Mount Lemmon         | Mt. Lemmon Survey    |
| 444407 | 2006 AR35              | 4 de gener de 2006     | Mount Lemmon         | Mt. Lemmon Survey    |
| 444408 | 2006 AL40              | 5 de gener de 2006     | Mount Lemmon         | Mt. Lemmon Survey    |
| 444409 | 2006 AY46              | 6 de gener de 2006     | Kitt Peak            | Spacewatch           |
| 444410 | 2006 AD49              | 2 de desembre de 2005  | Kitt Peak            | Spacewatch           |
| 444411 | 2006 AR51              | 25 de desembre de 2005 | Mount Lemmon         | Mt. Lemmon Survey    |
| 444412 | 2006 AQ53              | 5 de gener de 2006     | Kitt Peak            | Spacewatch           |
| 444413 | 2006 AH55              | 5 de gener de 2006     | Kitt Peak            | Spacewatch           |
| 444414 | 2006 AQ56              | 29 de desembre de 2005 | Mount Lemmon         | Mt. Lemmon Survey    |
| 444415 | 2006 AK65              | 8 de gener de 2006     | Kitt Peak            | Spacewatch           |
| 444416 | 2006 BQ8               | 23 de gener de 2006    | Kitt Peak            | Spacewatch           |
| 444417 | 2006 BP13              | 30 de desembre de 2005 | Kitt Peak            | Spacewatch           |
| 444418 | 2006 BM30              | 25 de novembre de 2005 | Mount Lemmon         | Mt. Lemmon Survey    |
| 444419 | 2006 BR34              | 10 de gener de 2006    | Mount Lemmon         | Mt. Lemmon Survey    |
| 444420 | 2006 BQ35              | 23 de gener de 2006    | Kitt Peak            | Spacewatch           |
| 444421 | 2006 BC39              | 24 de gener de 2006    | Socorro              | LINEAR               |
| 444422 | 2006 BJ49              | 25 de gener de 2006    | Kitt Peak            | Spacewatch           |
| 444423 | 2006 BE57              | 23 de gener de 2006    | Kitt Peak            | Spacewatch           |
| 444424 | 2006 BM65              | 23 de gener de 2006    | Kitt Peak            | Spacewatch           |
| 444425 | 2006 BV65              | 23 de gener de 2006    | Kitt Peak            | Spacewatch           |
| 444426 | 2006 BC79              | 23 de gener de 2006    | Kitt Peak            | Spacewatch           |
| 444427 | 2006 BN87              | 25 de gener de 2006    | Kitt Peak            | Spacewatch           |
| 444428 | 2006 BN137             | 28 de gener de 2006    | Mount Lemmon         | Mt. Lemmon Survey    |
| 444429 | 2006 BE140             | 21 de gener de 2006    | Mount Lemmon         | Mt. Lemmon Survey    |
| 444430 | 2006 BD144             | 23 de gener de 2006    | Catalina             | CSS                  |
| 444431 | 2006 BV168             | 26 de gener de 2006    | Mount Lemmon         | Mt. Lemmon Survey    |
| 444432 | 2006 BF179             | 27 de gener de 2006    | Mount Lemmon         | Mt. Lemmon Survey    |
| 444433 | 2006 BE180             | 27 de gener de 2006    | Mount Lemmon         | Mt. Lemmon Survey    |
| 444434 | 2006 BU184             | 28 de gener de 2006    | Mount Lemmon         | Mt. Lemmon Survey    |
| 444435 | 2006 BK194             | 30 de gener de 2006    | Kitt Peak            | Spacewatch           |
| 444436 | 2006 BF205             | 31 de gener de 2006    | Kitt Peak            | Spacewatch           |
| 444437 | 2006 BJ228             | 31 de gener de 2006    | Kitt Peak            | Spacewatch           |
| 444438 | 2006 BM228             | 31 de gener de 2006    | Kitt Peak            | Spacewatch           |
| 444439 | 2006 BK247             | 25 de desembre de 2005 | Mount Lemmon         | Mt. Lemmon Survey    |
| 444440 | 2006 BO247             | 31 de gener de 2006    | Kitt Peak            | Spacewatch           |
| 444441 | 2006 BN264             | 31 de gener de 2006    | Kitt Peak            | Spacewatch           |
| 444442 | 2006 BC282             | 31 de gener de 2006    | Kitt Peak            | Spacewatch           |
| 444443 | 2006 CV11              | 1 de febrer de 2006    | Kitt Peak            | Spacewatch           |
| 444444 | 2006 CL67              | 4 de febrer de 2006    | Mount Lemmon         | Mt. Lemmon Survey    |
| 444445 | 2006 DB22              | 25 de gener de 2006    | Kitt Peak            | Spacewatch           |
| 444446 | 2006 DH45              | 6 de gener de 2006     | Catalina             | CSS                  |
| 444447 | 2006 DR80              | 24 de febrer de 2006   | Kitt Peak            | Spacewatch           |
| 444448 | 2006 DY127             | 4 de febrer de 2006    | Kitt Peak            | Spacewatch           |
| 444449 | 2006 DS137             | 25 de febrer de 2006   | Kitt Peak            | Spacewatch           |
| 444450 | 2006 DS149             | 25 de febrer de 2006   | Kitt Peak            | Spacewatch           |
| 444451 | 2006 DT151             | 25 de febrer de 2006   | Kitt Peak            | Spacewatch           |
| 444452 | 2006 DG183             | 27 de febrer de 2006   | Kitt Peak            | Spacewatch           |
| 444453 | 2006 DK192             | 27 de febrer de 2006   | Kitt Peak            | Spacewatch           |
| 444454 | 2006 DK199             | 23 de febrer de 2006   | Anderson Mesa        | LONEOS               |
| 444455 | 2006 DG206             | 25 de febrer de 2006   | Mount Lemmon         | Mt. Lemmon Survey    |
| 444456 | 2006 EK6               | 2 de març de 2006      | Kitt Peak            | Spacewatch           |
| 444457 | 2006 EB21              | 3 de març de 2006      | Kitt Peak            | Spacewatch           |
| 444458 | 2006 EH21              | 3 de març de 2006      | Kitt Peak            | Spacewatch           |
| 444459 | 2006 EJ37              | 3 de març de 2006      | Kitt Peak            | Spacewatch           |
| 444460 | 2006 EB48              | 4 de març de 2006      | Kitt Peak            | Spacewatch           |
| 444461 | 2006 EV66              | 8 de març de 2006      | Kitt Peak            | Spacewatch           |
| 444462 | 2006 EC68              | 2 de març de 2006      | Kitt Peak            | Buie, M. W.          |
| 444463 | 2006 EY72              | 2 de març de 2006      | Kitt Peak            | Spacewatch           |
| 444464 | 2006 FU10              | 31 de gener de 2006    | Catalina             | CSS                  |
| 444465 | 2006 FA21              | 22 de gener de 2006    | Catalina             | CSS                  |
| 444466 | 2006 GL31              | 2 d'abril de 2006      | Kitt Peak            | Spacewatch           |
| 444467 | 2006 HS57              | 20 d'abril de 2006     | Kitt Peak            | Spacewatch           |
| 444468 | 2006 HJ58              | 27 d'abril de 2006     | Socorro              | LINEAR               |
| 444469 | 2006 JG4               | 2 de maig de 2006      | Mount Lemmon         | Mt. Lemmon Survey    |
| 444470 | 2006 KJ26              | 20 de maig de 2006     | Kitt Peak            | Spacewatch           |
| 444471 | 2006 KX58              | 22 de maig de 2006     | Kitt Peak            | Spacewatch           |
| 444472 | 2006 KD103             | 29 de maig de 2006     | Socorro              | LINEAR               |
| 444473 | 2006 KB105             | 28 de maig de 2006     | Kitt Peak            | Spacewatch           |
| 444474 | 2006 KL142             | 25 de maig de 2006     | Mauna Kea            | Wiegert, P. A.       |
| 444475 | 2006 PD2               | 12 d'agost de 2006     | Palomar              | NEAT                 |
| 444476 | 2006 PV17              | 15 d'agost de 2006     | Palomar              | NEAT                 |
| 444477 | 2006 PE28              | 18 de juliol de 2006   | Siding Spring        | Siding Spring Survey |
| 444478 | 2006 QN51              | 23 d'agost de 2006     | Palomar              | NEAT                 |
| 444479 | 2006 QT71              | 21 d'agost de 2006     | Kitt Peak            | Spacewatch           |
| 444480 | 2006 QL89              | 28 d'agost de 2006     | La Sagra             | OAM                  |
| 444481 | 2006 QG105             | 28 d'agost de 2006     | Catalina             | CSS                  |
| 444482 | 2006 QK118             | 21 d'agost de 2006     | Kitt Peak            | Spacewatch           |
| 444483 | 2006 QY118             | 8 de maig de 2006      | Mount Lemmon         | Mt. Lemmon Survey    |
| 444484 | 2006 QV144             | 29 d'agost de 2006     | Anderson Mesa        | LONEOS               |
| 444485 | 2006 QY144             | 29 d'agost de 2006     | Catalina             | CSS                  |
| 444486 | 2006 QU147             | 8 de maig de 2005      | Kitt Peak            | Spacewatch           |
| 444487 | 2006 QW157             | 19 d'agost de 2006     | Kitt Peak            | Spacewatch           |
| 444488 | 2006 QJ185             | 28 d'agost de 2006     | Kitt Peak            | Spacewatch           |
| 444489 | 2006 QZ186             | 28 d'agost de 2006     | Catalina             | CSS                  |
| 444490 | 2006 RT2               | 12 de setembre de 2006 | Socorro              | LINEAR               |
| 444491 | 2006 RY3               | 12 de setembre de 2006 | Catalina             | CSS                  |
| 444492 | 2006 RR17              | 29 d'agost de 2006     | Anderson Mesa        | LONEOS               |
| 444493 | 2006 RE20              | 15 de setembre de 2006 | Kitt Peak            | Spacewatch           |
| 444494 | 2006 RY20              | 15 de setembre de 2006 | Kitt Peak            | Spacewatch           |
| 444495 | 2006 RQ22              | 15 de setembre de 2006 | Goodricke-Pigott     | Tucker, R. A.        |
| 444496 | 2006 RL32              | 15 de setembre de 2006 | Kitt Peak            | Spacewatch           |
| 444497 | 2006 RT41              | 14 de setembre de 2006 | Kitt Peak            | Spacewatch           |
| 444498 | 2006 RG53              | 14 de setembre de 2006 | Kitt Peak            | Spacewatch           |
| 444499 | 2006 RW54              | 14 de setembre de 2006 | Kitt Peak            | Spacewatch           |
| 444500 | 2006 RJ57              | 5 de novembre de 2002  | Socorro              | LINEAR               |

## 444501–444600
| Nom    | Designació provisional | Data de descobriment   | Lloc de descobriment | Descobridor/s     |
| ------ | ---------------------- | ---------------------- | -------------------- | ----------------- |
| 444501 | 2006 RQ70              | 15 de setembre de 2006 | Kitt Peak            | Spacewatch        |
| 444502 | 2006 RU79              | 15 de setembre de 2006 | Kitt Peak            | Spacewatch        |
| 444503 | 2006 RZ80              | 15 de setembre de 2006 | Kitt Peak            | Spacewatch        |
| 444504 | 2006 RM87              | 15 de setembre de 2006 | Kitt Peak            | Spacewatch        |
| 444505 | 2006 RT93              | 15 de setembre de 2006 | Kitt Peak            | Spacewatch        |
| 444506 | 2006 SA2               | 16 de setembre de 2006 | Catalina             | CSS               |
| 444507 | 2006 SY13              | 17 de setembre de 2006 | Kitt Peak            | Spacewatch        |
| 444508 | 2006 SN26              | 16 de setembre de 2006 | Catalina             | CSS               |
| 444509 | 2006 ST26              | 29 d'agost de 2006     | Kitt Peak            | Spacewatch        |
| 444510 | 2006 SZ33              | 17 de setembre de 2006 | Catalina             | CSS               |
| 444511 | 2006 SG34              | 17 de setembre de 2006 | Catalina             | CSS               |
| 444512 | 2006 SH54              | 17 de setembre de 2006 | Catalina             | CSS               |
| 444513 | 2006 SE55              | 18 de setembre de 2006 | Catalina             | CSS               |
| 444514 | 2006 SB63              | 18 de setembre de 2006 | Catalina             | CSS               |
| 444515 | 2006 SL65              | 17 de setembre de 2006 | Kitt Peak            | Spacewatch        |
| 444516 | 2006 SW65              | 29 d'agost de 2006     | Catalina             | CSS               |
| 444517 | 2006 SW68              | 19 de setembre de 2006 | Kitt Peak            | Spacewatch        |
| 444518 | 2006 SD79              | 17 de setembre de 2006 | Catalina             | CSS               |
| 444519 | 2006 SH81              | 18 de setembre de 2006 | Kitt Peak            | Spacewatch        |
| 444520 | 2006 SR90              | 18 de setembre de 2006 | Kitt Peak            | Spacewatch        |
| 444521 | 2006 SP92              | 18 de setembre de 2006 | Kitt Peak            | Spacewatch        |
| 444522 | 2006 SE98              | 18 de setembre de 2006 | Kitt Peak            | Spacewatch        |
| 444523 | 2006 SF98              | 18 de setembre de 2006 | Kitt Peak            | Spacewatch        |
| 444524 | 2006 SY107             | 19 de setembre de 2006 | Catalina             | CSS               |
| 444525 | 2006 SW114             | 24 de setembre de 2006 | Kitt Peak            | Spacewatch        |
| 444526 | 2006 SA116             | 24 de setembre de 2006 | Anderson Mesa        | LONEOS            |
| 444527 | 2006 SP130             | 21 de juliol de 2006   | Mount Lemmon         | Mt. Lemmon Survey |
| 444528 | 2006 SN148             | 19 de setembre de 2006 | Kitt Peak            | Spacewatch        |
| 444529 | 2006 SL149             | 19 de setembre de 2006 | Kitt Peak            | Spacewatch        |
| 444530 | 2006 SV156             | 23 de setembre de 2006 | Kitt Peak            | Spacewatch        |
| 444531 | 2006 SR163             | 24 de setembre de 2006 | Kitt Peak            | Spacewatch        |
| 444532 | 2006 SD165             | 25 de setembre de 2006 | Kitt Peak            | Spacewatch        |
| 444533 | 2006 SA169             | 25 de setembre de 2006 | Kitt Peak            | Spacewatch        |
| 444534 | 2006 SX179             | 25 de setembre de 2006 | Kitt Peak            | Spacewatch        |
| 444535 | 2006 SB182             | 25 de setembre de 2006 | Anderson Mesa        | LONEOS            |
| 444536 | 2006 SM185             | 25 de setembre de 2006 | Kitt Peak            | Spacewatch        |
| 444537 | 2006 SF199             | 15 de setembre de 2006 | Kitt Peak            | Spacewatch        |
| 444538 | 2006 SR207             | 30 d'agost de 2006     | Anderson Mesa        | LONEOS            |
| 444539 | 2006 SV220             | 28 d'agost de 2006     | Kitt Peak            | Spacewatch        |
| 444540 | 2006 SW229             | 26 de setembre de 2006 | Kitt Peak            | Spacewatch        |
| 444541 | 2006 SC242             | 18 de setembre de 2006 | Kitt Peak            | Spacewatch        |
| 444542 | 2006 SZ246             | 15 de setembre de 2006 | Kitt Peak            | Spacewatch        |
| 444543 | 2006 SU249             | 26 de setembre de 2006 | Kitt Peak            | Spacewatch        |
| 444544 | 2006 SS257             | 26 de setembre de 2006 | Kitt Peak            | Spacewatch        |
| 444545 | 2006 SR262             | 26 de setembre de 2006 | Mount Lemmon         | Mt. Lemmon Survey |
| 444546 | 2006 SK265             | 26 de setembre de 2006 | Kitt Peak            | Spacewatch        |
| 444547 | 2006 ST266             | 26 de setembre de 2006 | Kitt Peak            | Spacewatch        |
| 444548 | 2006 SM294             | 25 de setembre de 2006 | Kitt Peak            | Spacewatch        |
| 444549 | 2006 SB298             | 14 de setembre de 2006 | Kitt Peak            | Spacewatch        |
| 444550 | 2006 SQ299             | 23 de març de 2004     | Kitt Peak            | Spacewatch        |
| 444551 | 2006 SO306             | 27 de setembre de 2006 | Mount Lemmon         | Mt. Lemmon Survey |
| 444552 | 2006 SU307             | 27 de setembre de 2006 | Kitt Peak            | Spacewatch        |
| 444553 | 2006 SR317             | 27 de setembre de 2006 | Kitt Peak            | Spacewatch        |
| 444554 | 2006 SW325             | 19 de setembre de 2006 | Kitt Peak            | Spacewatch        |
| 444555 | 2006 SF329             | 27 de setembre de 2006 | Kitt Peak            | Spacewatch        |
| 444556 | 2006 SQ334             | 28 de setembre de 2006 | Kitt Peak            | Spacewatch        |
| 444557 | 2006 SR336             | 14 de setembre de 2006 | Kitt Peak            | Spacewatch        |
| 444558 | 2006 SX341             | 28 de setembre de 2006 | Kitt Peak            | Spacewatch        |
| 444559 | 2006 SO345             | 28 de setembre de 2006 | Kitt Peak            | Spacewatch        |
| 444560 | 2006 SX345             | 28 de setembre de 2006 | Kitt Peak            | Spacewatch        |
| 444561 | 2006 SN367             | 26 de setembre de 2006 | Catalina             | CSS               |
| 444562 | 2006 SP368             | 25 de setembre de 2006 | Moletai              | Moletai           |
| 444563 | 2006 SU401             | 30 de setembre de 2006 | Mount Lemmon         | Mt. Lemmon Survey |
| 444564 | 2006 SW407             | 25 de setembre de 2006 | Kitt Peak            | Spacewatch        |
| 444565 | 2006 TG19              | 11 d'octubre de 2006   | Kitt Peak            | Spacewatch        |
| 444566 | 2006 TY19              | 28 de setembre de 2006 | Mount Lemmon         | Mt. Lemmon Survey |
| 444567 | 2006 TX30              | 12 d'octubre de 2006   | Kitt Peak            | Spacewatch        |
| 444568 | 2006 TH33              | 12 d'octubre de 2006   | Kitt Peak            | Spacewatch        |
| 444569 | 2006 TE47              | 12 d'octubre de 2006   | Kitt Peak            | Spacewatch        |
| 444570 | 2006 TD54              | 12 d'octubre de 2006   | Kitt Peak            | Spacewatch        |
| 444571 | 2006 TZ65              | 18 de setembre de 2006 | Kitt Peak            | Spacewatch        |
| 444572 | 2006 TJ67              | 18 de setembre de 2006 | Catalina             | CSS               |
| 444573 | 2006 TB70              | 11 d'octubre de 2006   | Palomar              | NEAT              |
| 444574 | 2006 TC70              | 11 d'octubre de 2006   | Palomar              | NEAT              |
| 444575 | 2006 TK71              | 11 d'octubre de 2006   | Palomar              | NEAT              |
| 444576 | 2006 TE73              | 11 d'octubre de 2006   | Palomar              | NEAT              |
| 444577 | 2006 TD84              | 13 d'octubre de 2006   | Kitt Peak            | Spacewatch        |
| 444578 | 2006 TG93              | 2 d'octubre de 2006    | Mount Lemmon         | Mt. Lemmon Survey |
| 444579 | 2006 TN97              | 13 d'octubre de 2006   | Kitt Peak            | Spacewatch        |
| 444580 | 2006 TU100             | 15 d'octubre de 2006   | Kitt Peak            | Spacewatch        |
| 444581 | 2006 TC104             | 26 de setembre de 2006 | Mount Lemmon         | Mt. Lemmon Survey |
| 444582 | 2006 TX105             | 9 d'octubre de 2006    | Palomar              | NEAT              |
| 444583 | 2006 TH122             | 2 d'octubre de 2006    | Mount Lemmon         | Mt. Lemmon Survey |
| 444584 | 2006 UK                | 17 d'octubre de 2006   | Kitt Peak            | Spacewatch        |
| 444585 | 2006 UU18              | 26 de setembre de 2006 | Kitt Peak            | Spacewatch        |
| 444586 | 2006 UA21              | 18 de setembre de 2006 | Kitt Peak            | Spacewatch        |
| 444587 | 2006 UN26              | 16 d'octubre de 2006   | Kitt Peak            | Spacewatch        |
| 444588 | 2006 UN39              | 16 d'octubre de 2006   | Kitt Peak            | Spacewatch        |
| 444589 | 2006 UF52              | 17 d'octubre de 2006   | Mount Lemmon         | Mt. Lemmon Survey |
| 444590 | 2006 UQ78              | 17 d'octubre de 2006   | Kitt Peak            | Spacewatch        |
| 444591 | 2006 UA80              | 17 d'octubre de 2006   | Mount Lemmon         | Mt. Lemmon Survey |
| 444592 | 2006 UW81              | 17 d'octubre de 2006   | Mount Lemmon         | Mt. Lemmon Survey |
| 444593 | 2006 UX112             | 28 de setembre de 2006 | Kitt Peak            | Spacewatch        |
| 444594 | 2006 UQ121             | 18 de setembre de 2006 | Kitt Peak            | Spacewatch        |
| 444595 | 2006 UA123             | 19 d'octubre de 2006   | Kitt Peak            | Spacewatch        |
| 444596 | 2006 UD129             | 19 d'octubre de 2006   | Kitt Peak            | Spacewatch        |
| 444597 | 2006 UU141             | 19 d'octubre de 2006   | Mount Lemmon         | Mt. Lemmon Survey |
| 444598 | 2006 UC148             | 18 d'agost de 2006     | Kitt Peak            | Spacewatch        |
| 444599 | 2006 UP155             | 21 d'octubre de 2006   | Catalina             | CSS               |
| 444600 | 2006 UV205             | 24 de setembre de 2006 | Kitt Peak            | Spacewatch        |

## 444601–444700
| Nom    | Designació provisional | Data de descobriment   | Lloc de descobriment | Descobridor/s                     |
| ------ | ---------------------- | ---------------------- | -------------------- | --------------------------------- |
| 444601 | 2006 UD212             | 23 d'octubre de 2006   | Kitt Peak            | Spacewatch                        |
| 444602 | 2006 UB218             | 2 d'octubre de 2006    | Mount Lemmon         | Mt. Lemmon Survey                 |
| 444603 | 2006 UQ222             | 17 d'octubre de 2006   | Mount Lemmon         | Mt. Lemmon Survey                 |
| 444604 | 2006 UT226             | 26 de setembre de 2006 | Mount Lemmon         | Mt. Lemmon Survey                 |
| 444605 | 2006 UP248             | 4 d'octubre de 2006    | Mount Lemmon         | Mt. Lemmon Survey                 |
| 444606 | 2006 UJ254             | 20 d'octubre de 2006   | Kitt Peak            | Spacewatch                        |
| 444607 | 2006 UL270             | 27 d'octubre de 2006   | Mount Lemmon         | Mt. Lemmon Survey                 |
| 444608 | 2006 UU274             | 14 de setembre de 2006 | Kitt Peak            | Spacewatch                        |
| 444609 | 2006 UF288             | 29 d'octubre de 2006   | Mount Lemmon         | Mt. Lemmon Survey                 |
| 444610 | 2006 US295             | 19 d'octubre de 2006   | Kitt Peak            | Buie, M. W.                       |
| 444611 | 2006 UH329             | 22 d'octubre de 2006   | Catalina             | CSS                               |
| 444612 | 2006 UN336             | 21 d'octubre de 2006   | Mount Lemmon         | Mt. Lemmon Survey                 |
| 444613 | 2006 VQ1               | 1 de novembre de 2006  | Charleston           | Astronomical Research Observatory |
| 444614 | 2006 VF12              | 21 d'octubre de 2006   | Mount Lemmon         | Mt. Lemmon Survey                 |
| 444615 | 2006 VT24              | 10 de novembre de 2006 | Kitt Peak            | Spacewatch                        |
| 444616 | 2006 VT29              | 10 de novembre de 2006 | Kitt Peak            | Spacewatch                        |
| 444617 | 2006 VG45              | 9 de novembre de 2006  | Altschwendt          | Ries, W.                          |
| 444618 | 2006 VR61              | 11 de novembre de 2006 | Kitt Peak            | Spacewatch                        |
| 444619 | 2006 VW82              | 13 de novembre de 2006 | Kitt Peak            | Spacewatch                        |
| 444620 | 2006 VT88              | 23 d'octubre de 2006   | Kitt Peak            | Spacewatch                        |
| 444621 | 2006 VU100             | 11 de novembre de 2006 | Catalina             | CSS                               |
| 444622 | 2006 VR107             | 30 de setembre de 2006 | Catalina             | CSS                               |
| 444623 | 2006 VJ154             | 17 d'octubre de 2006   | Kitt Peak            | Spacewatch                        |
| 444624 | 2006 VJ170             | 13 de novembre de 2006 | Catalina             | CSS                               |
| 444625 | 2006 VU170             | 1 de novembre de 2006  | Mount Lemmon         | Mt. Lemmon Survey                 |
| 444626 | 2006 VV172             | 2 d'octubre de 2006    | Mount Lemmon         | Mt. Lemmon Survey                 |
| 444627 | 2006 WU                | 17 de novembre de 2006 | Mount Lemmon         | Mt. Lemmon Survey                 |
| 444628 | 2006 WQ1               | 18 de novembre de 2006 | Catalina             | CSS                               |
| 444629 | 2006 WD30              | 18 de novembre de 2006 | Pla D'Arguines       | Ferrando, R.                      |
| 444630 | 2006 WH39              | 16 de novembre de 2006 | Kitt Peak            | Spacewatch                        |
| 444631 | 2006 WL51              | 16 de novembre de 2006 | Kitt Peak            | Spacewatch                        |
| 444632 | 2006 WX69              | 18 de novembre de 2006 | Kitt Peak            | Spacewatch                        |
| 444633 | 2006 WL71              | 18 de novembre de 2006 | Kitt Peak            | Spacewatch                        |
| 444634 | 2006 WZ102             | 19 de novembre de 2006 | Kitt Peak            | Spacewatch                        |
| 444635 | 2006 WU133             | 18 de novembre de 2006 | Mount Lemmon         | Mt. Lemmon Survey                 |
| 444636 | 2006 WB140             | 19 de novembre de 2006 | Socorro              | LINEAR                            |
| 444637 | 2006 WZ155             | 22 de novembre de 2006 | Kitt Peak            | Spacewatch                        |
| 444638 | 2006 WG189             | 25 de novembre de 2006 | Socorro              | LINEAR                            |
| 444639 | 2006 WP205             | 24 de novembre de 2006 | Kitt Peak            | Spacewatch                        |
| 444640 | 2006 XQ3               | 17 d'octubre de 2006   | Catalina             | CSS                               |
| 444641 | 2006 XU37              | 11 de desembre de 2006 | Kitt Peak            | Spacewatch                        |
| 444642 | 2006 XO59              | 14 de desembre de 2006 | Kitt Peak            | Spacewatch                        |
| 444643 | 2006 YW10              | 21 de desembre de 2006 | Mount Lemmon         | Mt. Lemmon Survey                 |
| 444644 | 2006 YZ31              | 21 de desembre de 2006 | Mount Lemmon         | Mt. Lemmon Survey                 |
| 444645 | 2006 YJ52              | 21 de desembre de 2006 | Kitt Peak            | Spacewatch                        |
| 444646 | 2006 YQ52              | 17 de desembre de 2006 | Mount Lemmon         | Mt. Lemmon Survey                 |
| 444647 | 2006 YW53              | 27 de desembre de 2006 | Mount Lemmon         | Mt. Lemmon Survey                 |
| 444648 | 2007 BR9               | 17 de gener de 2007    | Kitt Peak            | Spacewatch                        |
| 444649 | 2007 BV9               | 17 de gener de 2007    | Kitt Peak            | Spacewatch                        |
| 444650 | 2007 BL13              | 17 de gener de 2007    | Kitt Peak            | Spacewatch                        |
| 444651 | 2007 BY15              | 17 de gener de 2007    | Kitt Peak            | Spacewatch                        |
| 444652 | 2007 BO21              | 24 de gener de 2007    | Socorro              | LINEAR                            |
| 444653 | 2007 BP26              | 24 de gener de 2007    | Mount Lemmon         | Mt. Lemmon Survey                 |
| 444654 | 2007 BZ65              | 27 de gener de 2007    | Mount Lemmon         | Mt. Lemmon Survey                 |
| 444655 | 2007 BA71              | 28 de gener de 2007    | Mount Lemmon         | Mt. Lemmon Survey                 |
| 444656 | 2007 BP78              | 25 de gener de 2007    | Kitt Peak            | Spacewatch                        |
| 444657 | 2007 CY12              | 6 de febrer de 2007    | Palomar              | NEAT                              |
| 444658 | 2007 CX19              | 6 de febrer de 2007    | Palomar              | NEAT                              |
| 444659 | 2007 CG23              | 27 de gener de 2007    | Kitt Peak            | Spacewatch                        |
| 444660 | 2007 CL31              | 6 de febrer de 2007    | Mount Lemmon         | Mt. Lemmon Survey                 |
| 444661 | 2007 CY39              | 27 de gener de 2007    | Kitt Peak            | Spacewatch                        |
| 444662 | 2007 CC40              | 6 de febrer de 2007    | Mount Lemmon         | Mt. Lemmon Survey                 |
| 444663 | 2007 CE40              | 6 de febrer de 2007    | Kitt Peak            | Spacewatch                        |
| 444664 | 2007 CN58              | 17 de gener de 2007    | Catalina             | CSS                               |
| 444665 | 2007 CR67              | 13 de febrer de 2007   | Mount Lemmon         | Mt. Lemmon Survey                 |
| 444666 | 2007 DV2               | 8 de febrer de 2007    | Kitt Peak            | Spacewatch                        |
| 444667 | 2007 DS18              | 17 de febrer de 2007   | Kitt Peak            | Spacewatch                        |
| 444668 | 2007 DP22              | 23 de setembre de 2005 | Kitt Peak            | Spacewatch                        |
| 444669 | 2007 DS22              | 17 de febrer de 2007   | Kitt Peak            | Spacewatch                        |
| 444670 | 2007 DK23              | 17 de febrer de 2007   | Kitt Peak            | Spacewatch                        |
| 444671 | 2007 DT26              | 28 de gener de 2007    | Mount Lemmon         | Mt. Lemmon Survey                 |
| 444672 | 2007 DX29              | 17 de febrer de 2007   | Kitt Peak            | Spacewatch                        |
| 444673 | 2007 DU30              | 17 de febrer de 2007   | Kitt Peak            | Spacewatch                        |
| 444674 | 2007 DJ32              | 9 de febrer de 2007    | Kitt Peak            | Spacewatch                        |
| 444675 | 2007 DS42              | 20 de desembre de 2006 | Mount Lemmon         | Mt. Lemmon Survey                 |
| 444676 | 2007 DQ45              | 21 de novembre de 2006 | Mount Lemmon         | Mt. Lemmon Survey                 |
| 444677 | 2007 DL65              | 21 de febrer de 2007   | Kitt Peak            | Spacewatch                        |
| 444678 | 2007 DO67              | 15 de març de 1997     | Kitt Peak            | Spacewatch                        |
| 444679 | 2007 DR69              | 21 de febrer de 2007   | Kitt Peak            | Spacewatch                        |
| 444680 | 2007 DM70              | 21 de febrer de 2007   | Kitt Peak            | Spacewatch                        |
| 444681 | 2007 DO83              | 25 de febrer de 2007   | Mount Lemmon         | Mt. Lemmon Survey                 |
| 444682 | 2007 DV89              | 23 de febrer de 2007   | Kitt Peak            | Spacewatch                        |
| 444683 | 2007 DY90              | 23 de febrer de 2007   | Mount Lemmon         | Mt. Lemmon Survey                 |
| 444684 | 2007 DZ102             | 17 de febrer de 2007   | Kitt Peak            | Spacewatch                        |
| 444685 | 2007 DO107             | 22 de febrer de 2007   | Mount Graham         | Mount Graham                      |
| 444686 | 2007 DP113             | 21 de febrer de 2007   | Kitt Peak            | Spacewatch                        |
| 444687 | 2007 DH116             | 16 de febrer de 2007   | Catalina             | CSS                               |
| 444688 | 2007 EL2               | 23 de febrer de 2007   | Mount Lemmon         | Mt. Lemmon Survey                 |
| 444689 | 2007 EP9               | 9 de març de 2007      | Wildberg             | Apitzsch, R.                      |
| 444690 | 2007 EQ17              | 23 de febrer de 2007   | Mount Lemmon         | Mt. Lemmon Survey                 |
| 444691 | 2007 EP20              | 17 de febrer de 2007   | Kitt Peak            | Spacewatch                        |
| 444692 | 2007 EK32              | 10 de març de 2007     | Kitt Peak            | Spacewatch                        |
| 444693 | 2007 EM33              | 10 de març de 2007     | Mount Lemmon         | Mt. Lemmon Survey                 |
| 444694 | 2007 EQ37              | 11 de març de 2007     | Mount Lemmon         | Mt. Lemmon Survey                 |
| 444695 | 2007 EY41              | 23 de febrer de 2007   | Kitt Peak            | Spacewatch                        |
| 444696 | 2007 EB56              | 12 de març de 2007     | Mount Lemmon         | Mt. Lemmon Survey                 |
| 444697 | 2007 EX67              | 17 de febrer de 2007   | Kitt Peak            | Spacewatch                        |
| 444698 | 2007 EX69              | 10 de març de 2007     | Kitt Peak            | Spacewatch                        |
| 444699 | 2007 EA77              | 10 de març de 2007     | Mount Lemmon         | Mt. Lemmon Survey                 |
| 444700 | 2007 EY80              | 7 de febrer de 2007    | Mount Lemmon         | Mt. Lemmon Survey                 |

## 444701–444800
| Nom    | Designació provisional | Data de descobriment   | Lloc de descobriment | Descobridor/s     |
| ------ | ---------------------- | ---------------------- | -------------------- | ----------------- |
| 444701 | 2007 EZ81              | 11 de març de 2007     | Mount Lemmon         | Mt. Lemmon Survey |
| 444702 | 2007 EG89              | 28 de gener de 2007    | Mount Lemmon         | Mt. Lemmon Survey |
| 444703 | 2007 EY95              | 10 de març de 2007     | Mount Lemmon         | Mt. Lemmon Survey |
| 444704 | 2007 EA121             | 25 de febrer de 2007   | Mount Lemmon         | Mt. Lemmon Survey |
| 444705 | 2007 EX126             | 9 de març de 2007      | Mount Lemmon         | Mt. Lemmon Survey |
| 444706 | 2007 EW127             | 9 de març de 2007      | Mount Lemmon         | Mt. Lemmon Survey |
| 444707 | 2007 EA132             | 9 de març de 2007      | Mount Lemmon         | Mt. Lemmon Survey |
| 444708 | 2007 EJ133             | 9 de març de 2007      | Mount Lemmon         | Mt. Lemmon Survey |
| 444709 | 2007 EJ140             | 17 de febrer de 2007   | Mount Lemmon         | Mt. Lemmon Survey |
| 444710 | 2007 EV140             | 12 de març de 2007     | Kitt Peak            | Spacewatch        |
| 444711 | 2007 EG151             | 26 de febrer de 2007   | Mount Lemmon         | Mt. Lemmon Survey |
| 444712 | 2007 ES161             | 6 de febrer de 2007    | Mount Lemmon         | Mt. Lemmon Survey |
| 444713 | 2007 EE186             | 23 de febrer de 2007   | Kitt Peak            | Spacewatch        |
| 444714 | 2007 EH190             | 13 de març de 2007     | Mount Lemmon         | Mt. Lemmon Survey |
| 444715 | 2007 EV190             | 13 de març de 2007     | Kitt Peak            | Spacewatch        |
| 444716 | 2007 ES194             | 15 de març de 2007     | Kitt Peak            | Spacewatch        |
| 444717 | 2007 EU210             | 9 de febrer de 2007    | Kitt Peak            | Spacewatch        |
| 444718 | 2007 EG216             | 13 de març de 2007     | Catalina             | CSS               |
| 444719 | 2007 EE221             | 13 de març de 2007     | Mount Lemmon         | Mt. Lemmon Survey |
| 444720 | 2007 FP                | 16 de març de 2007     | Mount Lemmon         | Mt. Lemmon Survey |
| 444721 | 2007 FP1               | 23 de febrer de 2007   | Kitt Peak            | Spacewatch        |
| 444722 | 2007 FQ6               | 16 de març de 2007     | Mount Lemmon         | Mt. Lemmon Survey |
| 444723 | 2007 FA16              | 13 de març de 2007     | Catalina             | CSS               |
| 444724 | 2007 FM16              | 20 de març de 2007     | Mount Lemmon         | Mt. Lemmon Survey |
| 444725 | 2007 FA20              | 11 de març de 2007     | Mount Lemmon         | Mt. Lemmon Survey |
| 444726 | 2007 FY25              | 25 de febrer de 2007   | Kitt Peak            | Spacewatch        |
| 444727 | 2007 FN27              | 23 de febrer de 2007   | Kitt Peak            | Spacewatch        |
| 444728 | 2007 FO47              | 26 de març de 2007     | Kitt Peak            | Spacewatch        |
| 444729 | 2007 FQ48              | 26 de març de 2007     | Mount Lemmon         | Mt. Lemmon Survey |
| 444730 | 2007 GT10              | 11 de març de 2007     | Kitt Peak            | Spacewatch        |
| 444731 | 2007 GS17              | 11 d'abril de 2007     | Kitt Peak            | Spacewatch        |
| 444732 | 2007 GC29              | 26 de març de 2007     | Mount Lemmon         | Mt. Lemmon Survey |
| 444733 | 2007 GT31              | 15 d'abril de 2007     | Mount Lemmon         | Mt. Lemmon Survey |
| 444734 | 2007 GG46              | 14 d'abril de 2007     | Kitt Peak            | Spacewatch        |
| 444735 | 2007 GB70              | 26 de març de 2007     | Kitt Peak            | Spacewatch        |
| 444736 | 2007 HY12              | 16 d'abril de 2007     | Catalina             | CSS               |
| 444737 | 2007 HO26              | 18 d'abril de 2007     | Mount Lemmon         | Mt. Lemmon Survey |
| 444738 | 2007 HT44              | 13 de març de 2007     | Mount Lemmon         | Mt. Lemmon Survey |
| 444739 | 2007 HE48              | 5 d'octubre de 2004    | Kitt Peak            | Spacewatch        |
| 444740 | 2007 HM74              | 22 d'abril de 2007     | Kitt Peak            | Spacewatch        |
| 444741 | 2007 HU88              | 22 d'abril de 2007     | Kitt Peak            | Spacewatch        |
| 444742 | 2007 HJ93              | 11 de març de 2007     | Kitt Peak            | Spacewatch        |
| 444743 | 2007 HO93              | 16 de març de 2007     | Mount Lemmon         | Mt. Lemmon Survey |
| 444744 | 2007 JP40              | 18 d'abril de 2007     | Kitt Peak            | Spacewatch        |
| 444745 | 2007 JF43              | 10 de maig de 2007     | Palomar              | Palomar           |
| 444746 | 2007 LR9               | 26 de maig de 2007     | Mount Lemmon         | Mt. Lemmon Survey |
| 444747 | 2007 LW26              | 26 d'abril de 2007     | Mount Lemmon         | Mt. Lemmon Survey |
| 444748 | 2007 MB19              | 21 de juny de 2007     | Mount Lemmon         | Mt. Lemmon Survey |
| 444749 | 2007 QU10              | 23 d'agost de 2007     | Kitt Peak            | Spacewatch        |
| 444750 | 2007 QL15              | 24 d'agost de 2007     | Kitt Peak            | Spacewatch        |
| 444751 | 2007 RZ33              | 5 de setembre de 2007  | Catalina             | CSS               |
| 444752 | 2007 RW34              | 6 de setembre de 2007  | Anderson Mesa        | LONEOS            |
| 444753 | 2007 RP37              | 8 de setembre de 2007  | Anderson Mesa        | LONEOS            |
| 444754 | 2007 RD105             | 11 de setembre de 2007 | Mount Lemmon         | Mt. Lemmon Survey |
| 444755 | 2007 RS116             | 11 de setembre de 2007 | Kitt Peak            | Spacewatch        |
| 444756 | 2007 RP132             | 14 de setembre de 2007 | Catalina             | CSS               |
| 444757 | 2007 RL148             | 12 de setembre de 2007 | Catalina             | CSS               |
| 444758 | 2007 RP150             | 15 de setembre de 2007 | Socorro              | LINEAR            |
| 444759 | 2007 RK175             | 10 de setembre de 2007 | Kitt Peak            | Spacewatch        |
| 444760 | 2007 RS187             | 13 de setembre de 2007 | Catalina             | CSS               |
| 444761 | 2007 RK195             | 12 de setembre de 2007 | Kitt Peak            | Spacewatch        |
| 444762 | 2007 RC220             | 14 de setembre de 2007 | Mount Lemmon         | Mt. Lemmon Survey |
| 444763 | 2007 RN227             | 10 de setembre de 2007 | Kitt Peak            | Spacewatch        |
| 444764 | 2007 RH253             | 13 de setembre de 2007 | Mount Lemmon         | Mt. Lemmon Survey |
| 444765 | 2007 RR259             | 14 de setembre de 2007 | Mount Lemmon         | Mt. Lemmon Survey |
| 444766 | 2007 RS259             | 14 de setembre de 2007 | Mount Lemmon         | Mt. Lemmon Survey |
| 444767 | 2007 RT262             | 15 de setembre de 2007 | Kitt Peak            | Spacewatch        |
| 444768 | 2007 RG270             | 15 de setembre de 2007 | Mount Lemmon         | Mt. Lemmon Survey |
| 444769 | 2007 RR273             | 15 de setembre de 2007 | Kitt Peak            | Spacewatch        |
| 444770 | 2007 RV291             | 12 de setembre de 2007 | Mount Lemmon         | Mt. Lemmon Survey |
| 444771 | 2007 RX308             | 9 de setembre de 2007  | Kitt Peak            | Spacewatch        |
| 444772 | 2007 RE313             | 5 de setembre de 2007  | Mount Lemmon         | Mt. Lemmon Survey |
| 444773 | 2007 SC21              | 18 de setembre de 2007 | Catalina             | CSS               |
| 444774 | 2007 TV10              | 6 d'octubre de 2007    | Socorro              | LINEAR            |
| 444775 | 2007 TM16              | 7 d'octubre de 2007    | Socorro              | LINEAR            |
| 444776 | 2007 TR23              | 12 de setembre de 2007 | Catalina             | CSS               |
| 444777 | 2007 TZ24              | 11 d'octubre de 2007   | Catalina             | CSS               |
| 444778 | 2007 TY32              | 6 d'octubre de 2007    | Kitt Peak            | Spacewatch        |
| 444779 | 2007 TP36              | 4 d'octubre de 2007    | Catalina             | CSS               |
| 444780 | 2007 TZ39              | 6 d'octubre de 2007    | Kitt Peak            | Spacewatch        |
| 444781 | 2007 TP46              | 18 de setembre de 2007 | Mount Lemmon         | Mt. Lemmon Survey |
| 444782 | 2007 TC59              | 5 d'octubre de 2007    | Kitt Peak            | Spacewatch        |
| 444783 | 2007 TQ63              | 7 d'octubre de 2007    | Mount Lemmon         | Mt. Lemmon Survey |
| 444784 | 2007 TC64              | 7 d'octubre de 2007    | Mount Lemmon         | Mt. Lemmon Survey |
| 444785 | 2007 TZ82              | 8 d'octubre de 2007    | Mount Lemmon         | Mt. Lemmon Survey |
| 444786 | 2007 TL85              | 8 d'octubre de 2007    | Mount Lemmon         | Mt. Lemmon Survey |
| 444787 | 2007 TM106             | 4 d'octubre de 2007    | Kitt Peak            | Spacewatch        |
| 444788 | 2007 TN121             | 6 d'octubre de 2007    | Kitt Peak            | Spacewatch        |
| 444789 | 2007 TO124             | 6 d'octubre de 2007    | Kitt Peak            | Spacewatch        |
| 444790 | 2007 TO136             | 18 de setembre de 2007 | Catalina             | CSS               |
| 444791 | 2007 TR160             | 8 de setembre de 2007  | Catalina             | CSS               |
| 444792 | 2007 TK187             | 1 de novembre de 1999  | Kitt Peak            | Spacewatch        |
| 444793 | 2007 TB202             | 8 d'octubre de 2007    | Kitt Peak            | Spacewatch        |
| 444794 | 2007 TJ209             | 11 d'octubre de 2007   | Mount Lemmon         | Mt. Lemmon Survey |
| 444795 | 2007 TR216             | 7 d'octubre de 2007    | Kitt Peak            | Spacewatch        |
| 444796 | 2007 TK227             | 8 d'octubre de 2007    | Kitt Peak            | Spacewatch        |
| 444797 | 2007 TV229             | 8 d'octubre de 2007    | Kitt Peak            | Spacewatch        |
| 444798 | 2007 TZ236             | 9 d'octubre de 2007    | Mount Lemmon         | Mt. Lemmon Survey |
| 444799 | 2007 TA246             | 9 d'octubre de 2007    | Mount Lemmon         | Mt. Lemmon Survey |
| 444800 | 2007 TX271             | 19 d'octubre de 2003   | Kitt Peak            | Spacewatch        |

## 444801–444900
| Nom    | Designació provisional | Data de descobriment   | Lloc de descobriment | Descobridor/s     |
| ------ | ---------------------- | ---------------------- | -------------------- | ----------------- |
| 444801 | 2007 TZ277             | 11 d'octubre de 2007   | Mount Lemmon         | Mt. Lemmon Survey |
| 444802 | 2007 TP330             | 11 d'octubre de 2007   | Kitt Peak            | Spacewatch        |
| 444803 | 2007 TH356             | 12 d'octubre de 2007   | Catalina             | CSS               |
| 444804 | 2007 TT398             | 15 d'octubre de 2007   | Kitt Peak            | Spacewatch        |
| 444805 | 2007 TP427             | 10 d'octubre de 2007   | Kitt Peak            | Spacewatch        |
| 444806 | 2007 TR427             | 10 d'octubre de 2007   | Kitt Peak            | Spacewatch        |
| 444807 | 2007 TQ440             | 14 de setembre de 2007 | Mount Lemmon         | Mt. Lemmon Survey |
| 444808 | 2007 TR440             | 7 d'octubre de 2007    | Catalina             | CSS               |
| 444809 | 2007 TT443             | 11 d'octubre de 2007   | Catalina             | CSS               |
| 444810 | 2007 UT2               | 8 de setembre de 2007  | Catalina             | CSS               |
| 444811 | 2007 UD9               | 17 d'octubre de 2007   | Anderson Mesa        | LONEOS            |
| 444812 | 2007 UO10              | 18 d'octubre de 2007   | Anderson Mesa        | LONEOS            |
| 444813 | 2007 UW12              | 8 d'agost de 2007      | Socorro              | LINEAR            |
| 444814 | 2007 UB21              | 16 d'octubre de 2007   | Kitt Peak            | Spacewatch        |
| 444815 | 2007 UJ23              | 16 d'octubre de 2007   | Kitt Peak            | Spacewatch        |
| 444816 | 2007 UV23              | 8 d'octubre de 2007    | Mount Lemmon         | Mt. Lemmon Survey |
| 444817 | 2007 UV33              | 16 d'octubre de 2007   | Catalina             | CSS               |
| 444818 | 2007 UC52              | 10 de setembre de 2007 | Mount Lemmon         | Mt. Lemmon Survey |
| 444819 | 2007 US67              | 18 d'octubre de 2007   | Mount Lemmon         | Mt. Lemmon Survey |
| 444820 | 2007 UW77              | 18 d'octubre de 2007   | Kitt Peak            | Spacewatch        |
| 444821 | 2007 UO83              | 18 de setembre de 2007 | Mount Lemmon         | Mt. Lemmon Survey |
| 444822 | 2007 UN86              | 16 d'octubre de 2007   | Kitt Peak            | Spacewatch        |
| 444823 | 2007 UC127             | 21 d'octubre de 2007   | Kitt Peak            | Spacewatch        |
| 444824 | 2007 UQ135             | 24 d'octubre de 2007   | Mount Lemmon         | Mt. Lemmon Survey |
| 444825 | 2007 UJ136             | 16 d'octubre de 2007   | Catalina             | CSS               |
| 444826 | 2007 UX137             | 18 d'octubre de 2007   | Kitt Peak            | Spacewatch        |
| 444827 | 2007 UM138             | 19 d'octubre de 2007   | Catalina             | CSS               |
| 444828 | 2007 VH4               | 2 de novembre de 2007  | Catalina             | CSS               |
| 444829 | 2007 VB25              | 2 de novembre de 2007  | Mount Lemmon         | Mt. Lemmon Survey |
| 444830 | 2007 VW38              | 2 de novembre de 2007  | Catalina             | CSS               |
| 444831 | 2007 VE64              | 1 de novembre de 2007  | Kitt Peak            | Spacewatch        |
| 444832 | 2007 VP65              | 2 de novembre de 2007  | Kitt Peak            | Spacewatch        |
| 444833 | 2007 VF66              | 2 de novembre de 2007  | Kitt Peak            | Spacewatch        |
| 444834 | 2007 VF67              | 2 de novembre de 2007  | Kitt Peak            | Spacewatch        |
| 444835 | 2007 VJ72              | 16 d'octubre de 2007   | Mount Lemmon         | Mt. Lemmon Survey |
| 444836 | 2007 VN77              | 12 d'octubre de 2007   | Kitt Peak            | Spacewatch        |
| 444837 | 2007 VM86              | 25 de setembre de 2007 | Mount Lemmon         | Mt. Lemmon Survey |
| 444838 | 2007 VM87              | 2 de novembre de 2007  | Socorro              | LINEAR            |
| 444839 | 2007 VW90              | 10 de setembre de 2007 | Mount Lemmon         | Mt. Lemmon Survey |
| 444840 | 2007 VF92              | 8 de novembre de 2007  | Socorro              | LINEAR            |
| 444841 | 2007 VK93              | 2 de novembre de 2007  | Catalina             | CSS               |
| 444842 | 2007 VN97              | 1 de novembre de 2007  | Kitt Peak            | Spacewatch        |
| 444843 | 2007 VV98              | 2 de novembre de 2007  | Kitt Peak            | Spacewatch        |
| 444844 | 2007 VQ99              | 2 de novembre de 2007  | Kitt Peak            | Spacewatch        |
| 444845 | 2007 VN100             | 2 de novembre de 2007  | Kitt Peak            | Spacewatch        |
| 444846 | 2007 VW100             | 14 de setembre de 2007 | Mount Lemmon         | Mt. Lemmon Survey |
| 444847 | 2007 VJ112             | 3 de novembre de 2007  | Kitt Peak            | Spacewatch        |
| 444848 | 2007 VM158             | 20 d'octubre de 2007   | Mount Lemmon         | Mt. Lemmon Survey |
| 444849 | 2007 VW167             | 5 de novembre de 2007  | Kitt Peak            | Spacewatch        |
| 444850 | 2007 VU179             | 7 de novembre de 2007  | Mount Lemmon         | Mt. Lemmon Survey |
| 444851 | 2007 VM185             | 9 d'octubre de 2007    | Mount Lemmon         | Mt. Lemmon Survey |
| 444852 | 2007 VW185             | 30 d'octubre de 2007   | Kitt Peak            | Spacewatch        |
| 444853 | 2007 VM186             | 31 d'octubre de 2007   | Kitt Peak            | Spacewatch        |
| 444854 | 2007 VR188             | 11 de novembre de 2007 | Bisei SG Center      | BATTeRS           |
| 444855 | 2007 VF201             | 8 d'octubre de 2007    | Mount Lemmon         | Mt. Lemmon Survey |
| 444856 | 2007 VC203             | 8 d'octubre de 2007    | Mount Lemmon         | Mt. Lemmon Survey |
| 444857 | 2007 VA215             | 1 de novembre de 2007  | Kitt Peak            | Spacewatch        |
| 444858 | 2007 VW219             | 9 de novembre de 2007  | Kitt Peak            | Spacewatch        |
| 444859 | 2007 VV230             | 14 de setembre de 2007 | Mount Lemmon         | Mt. Lemmon Survey |
| 444860 | 2007 VJ235             | 24 d'agost de 2007     | Kitt Peak            | Spacewatch        |
| 444861 | 2007 VG240             | 5 d'octubre de 2007    | Kitt Peak            | Spacewatch        |
| 444862 | 2007 VK241             | 15 d'octubre de 2007   | Mount Lemmon         | Mt. Lemmon Survey |
| 444863 | 2007 VQ242             | 3 de novembre de 2007  | Catalina             | CSS               |
| 444864 | 2007 VL255             | 12 de novembre de 2007 | Mount Lemmon         | Mt. Lemmon Survey |
| 444865 | 2007 VW255             | 13 de novembre de 2007 | Kitt Peak            | Spacewatch        |
| 444866 | 2007 VM257             | 14 d'octubre de 2007   | Mount Lemmon         | Mt. Lemmon Survey |
| 444867 | 2007 VQ276             | 15 d'octubre de 2007   | Kitt Peak            | Spacewatch        |
| 444868 | 2007 VB277             | 14 de novembre de 2007 | Kitt Peak            | Spacewatch        |
| 444869 | 2007 VA278             | 14 de novembre de 2007 | Kitt Peak            | Spacewatch        |
| 444870 | 2007 VX298             | 11 de novembre de 2007 | Catalina             | CSS               |
| 444871 | 2007 VB322             | 8 de novembre de 2007  | Mount Lemmon         | Mt. Lemmon Survey |
| 444872 | 2007 VF327             | 6 de novembre de 2007  | Kitt Peak            | Spacewatch        |
| 444873 | 2007 VV328             | 9 de novembre de 2007  | Kitt Peak            | Spacewatch        |
| 444874 | 2007 VB329             | 12 de novembre de 2007 | Mount Lemmon         | Mt. Lemmon Survey |
| 444875 | 2007 VV329             | 2 de novembre de 2007  | Kitt Peak            | Spacewatch        |
| 444876 | 2007 VL332             | 8 de novembre de 2007  | Kitt Peak            | Spacewatch        |
| 444877 | 2007 VC334             | 12 de novembre de 2007 | Mount Lemmon         | Mt. Lemmon Survey |
| 444878 | 2007 WF                | 6 de novembre de 2007  | Kitt Peak            | Spacewatch        |
| 444879 | 2007 WO7               | 14 de setembre de 2007 | Mount Lemmon         | Mt. Lemmon Survey |
| 444880 | 2007 WD8               | 15 d'octubre de 2007   | Socorro              | LINEAR            |
| 444881 | 2007 WL8               | 7 de novembre de 2007  | Socorro              | LINEAR            |
| 444882 | 2007 WN14              | 15 de setembre de 2007 | Mount Lemmon         | Mt. Lemmon Survey |
| 444883 | 2007 WJ19              | 7 de novembre de 2007  | Kitt Peak            | Spacewatch        |
| 444884 | 2007 WO20              | 18 de novembre de 2007 | Mount Lemmon         | Mt. Lemmon Survey |
| 444885 | 2007 WZ24              | 18 de novembre de 2007 | Mount Lemmon         | Mt. Lemmon Survey |
| 444886 | 2007 WX37              | 18 de novembre de 2007 | Socorro              | LINEAR            |
| 444887 | 2007 WO44              | 20 de novembre de 2007 | Mount Lemmon         | Mt. Lemmon Survey |
| 444888 | 2007 WM54              | 18 de novembre de 2007 | Mount Lemmon         | Mt. Lemmon Survey |
| 444889 | 2007 WU59              | 18 de novembre de 2007 | Mount Lemmon         | Mt. Lemmon Survey |
| 444890 | 2007 WB60              | 20 de novembre de 2007 | Mount Lemmon         | Mt. Lemmon Survey |
| 444891 | 2007 XX15              | 8 de desembre de 2007  | La Sagra             | OAM               |
| 444892 | 2007 XF26              | 2 de novembre de 2007  | Socorro              | LINEAR            |
| 444893 | 2007 XU27              | 14 de desembre de 2007 | Catalina             | CSS               |
| 444894 | 2007 XP34              | 2 de novembre de 2007  | Kitt Peak            | Spacewatch        |
| 444895 | 2007 XE43              | 15 de desembre de 2007 | Kitt Peak            | Spacewatch        |
| 444896 | 2007 XS51              | 5 de desembre de 2007  | Kitt Peak            | Spacewatch        |
| 444897 | 2007 XJ54              | 5 de desembre de 2007  | Kitt Peak            | Spacewatch        |
| 444898 | 2007 XA57              | 4 de desembre de 2007  | Socorro              | LINEAR            |
| 444899 | 2007 XG58              | 5 de novembre de 2007  | Mount Lemmon         | Mt. Lemmon Survey |
| 444900 | 2007 XJ59              | 15 de desembre de 2007 | Catalina             | CSS               |

## 444901–445000
| Nom    | Designació provisional | Data de descobriment   | Lloc de descobriment | Descobridor/s          |
| ------ | ---------------------- | ---------------------- | -------------------- | ---------------------- |
| 444901 | 2007 YM34              | 19 de novembre de 2007 | Kitt Peak            | Spacewatch             |
| 444902 | 2007 YY40              | 30 de desembre de 2007 | Catalina             | CSS                    |
| 444903 | 2007 YB51              | 28 de desembre de 2007 | Kitt Peak            | Spacewatch             |
| 444904 | 2007 YK52              | 30 de desembre de 2007 | Mount Lemmon         | Mt. Lemmon Survey      |
| 444905 | 2007 YP52              | 2 de novembre de 2007  | Mount Lemmon         | Mt. Lemmon Survey      |
| 444906 | 2007 YD53              | 30 de desembre de 2007 | Kitt Peak            | Spacewatch             |
| 444907 | 2007 YE56              | 29 de desembre de 2007 | Lulin                | LUSS                   |
| 444908 | 2007 YF56              | 18 de novembre de 2007 | Socorro              | LINEAR                 |
| 444909 | 2007 YV61              | 31 de desembre de 2007 | Mount Lemmon         | Mt. Lemmon Survey      |
| 444910 | 2007 YM64              | 18 de desembre de 2007 | Kitt Peak            | Spacewatch             |
| 444911 | 2007 YT67              | 18 de desembre de 2007 | Kitt Peak            | Spacewatch             |
| 444912 | 2008 AD5               | 3 de novembre de 2007  | Socorro              | LINEAR                 |
| 444913 | 2008 AT5               | 10 de setembre de 2007 | Mount Lemmon         | Mt. Lemmon Survey      |
| 444914 | 2008 AZ13              | 10 de gener de 2008    | Mount Lemmon         | Mt. Lemmon Survey      |
| 444915 | 2008 AE18              | 30 de desembre de 2007 | Mount Lemmon         | Mt. Lemmon Survey      |
| 444916 | 2008 AB30              | 8 de gener de 2008     | Altschwendt          | Ries, W.               |
| 444917 | 2008 AT41              | 10 de gener de 2008    | Catalina             | CSS                    |
| 444918 | 2008 AT52              | 30 de desembre de 2007 | Mount Lemmon         | Mt. Lemmon Survey      |
| 444919 | 2008 AZ62              | 11 de gener de 2008    | Kitt Peak            | Spacewatch             |
| 444920 | 2008 AL63              | 11 de novembre de 2007 | Mount Lemmon         | Mt. Lemmon Survey      |
| 444921 | 2008 AC92              | 3 de novembre de 2007  | Mount Lemmon         | Mt. Lemmon Survey      |
| 444922 | 2008 AA98              | 14 de gener de 2008    | Kitt Peak            | Spacewatch             |
| 444923 | 2008 AK98              | 11 de novembre de 2007 | Mount Lemmon         | Mt. Lemmon Survey      |
| 444924 | 2008 AT112             | 14 de desembre de 2007 | Mount Lemmon         | Mt. Lemmon Survey      |
| 444925 | 2008 AF116             | 11 de gener de 2008    | Mount Lemmon         | Mt. Lemmon Survey      |
| 444926 | 2008 AK116             | 14 de gener de 2008    | Kitt Peak            | Spacewatch             |
| 444927 | 2008 AE117             | 3 de gener de 2008     | Purple Mountain      | PMO NEO Survey Program |
| 444928 | 2008 AB127             | 1 de gener de 2008     | Kitt Peak            | Spacewatch             |
| 444929 | 2008 AD138             | 15 de gener de 2008    | Socorro              | LINEAR                 |
| 444930 | 2008 BM24              | 30 de gener de 2008    | Catalina             | CSS                    |
| 444931 | 2008 BS32              | 8 de novembre de 2007  | Mount Lemmon         | Mt. Lemmon Survey      |
| 444932 | 2008 BO34              | 30 de gener de 2008    | Kitt Peak            | Spacewatch             |
| 444933 | 2008 BA52              | 18 de gener de 2008    | Kitt Peak            | Spacewatch             |
| 444934 | 2008 BF53              | 19 de gener de 2008    | Mount Lemmon         | Mt. Lemmon Survey      |
| 444935 | 2008 CQ1               | 3 de febrer de 2008    | Mount Lemmon         | Mt. Lemmon Survey      |
| 444936 | 2008 CE3               | 1 de febrer de 2008    | Lulin                | LUSS                   |
| 444937 | 2008 CD17              | 3 de febrer de 2008    | Kitt Peak            | Spacewatch             |
| 444938 | 2008 CU23              | 1 de febrer de 2008    | Kitt Peak            | Spacewatch             |
| 444939 | 2008 CW26              | 13 de gener de 2008    | Kitt Peak            | Spacewatch             |
| 444940 | 2008 CX40              | 2 de febrer de 2008    | Kitt Peak            | Spacewatch             |
| 444941 | 2008 CF46              | 2 de febrer de 2008    | Kitt Peak            | Spacewatch             |
| 444942 | 2008 CL48              | 14 de desembre de 2007 | Mount Lemmon         | Mt. Lemmon Survey      |
| 444943 | 2008 CX57              | 7 de febrer de 2008    | Mount Lemmon         | Mt. Lemmon Survey      |
| 444944 | 2008 CY60              | 7 de febrer de 2008    | Mount Lemmon         | Mt. Lemmon Survey      |
| 444945 | 2008 CG71              | 19 de novembre de 2007 | Mount Lemmon         | Mt. Lemmon Survey      |
| 444946 | 2008 CP83              | 7 de febrer de 2008    | Kitt Peak            | Spacewatch             |
| 444947 | 2008 CG92              | 8 de febrer de 2008    | Kitt Peak            | Spacewatch             |
| 444948 | 2008 CD101             | 1 de gener de 2008     | Kitt Peak            | Spacewatch             |
| 444949 | 2008 CU107             | 9 de febrer de 2008    | Catalina             | CSS                    |
| 444950 | 2008 CZ107             | 9 de febrer de 2008    | Kitt Peak            | Spacewatch             |
| 444951 | 2008 CT124             | 7 de febrer de 2008    | Mount Lemmon         | Mt. Lemmon Survey      |
| 444952 | 2008 CX138             | 8 de febrer de 2008    | Kitt Peak            | Spacewatch             |
| 444953 | 2008 CW159             | 9 de febrer de 2008    | Kitt Peak            | Spacewatch             |
| 444954 | 2008 CJ202             | 7 de febrer de 2008    | Kitt Peak            | Spacewatch             |
| 444955 | 2008 CD204             | 2 de febrer de 2008    | Mount Lemmon         | Mt. Lemmon Survey      |
| 444956 | 2008 CH204             | 13 de febrer de 2008   | Mount Lemmon         | Mt. Lemmon Survey      |
| 444957 | 2008 CD209             | 1 de febrer de 2008    | Kitt Peak            | Spacewatch             |
| 444958 | 2008 DS8               | 25 de febrer de 2008   | Mount Lemmon         | Mt. Lemmon Survey      |
| 444959 | 2008 DX17              | 26 de febrer de 2008   | Mount Lemmon         | Mt. Lemmon Survey      |
| 444960 | 2008 DV25              | 29 de febrer de 2008   | Purple Mountain      | PMO NEO Survey Program |
| 444961 | 2008 DP44              | 10 de febrer de 2008   | Kitt Peak            | Spacewatch             |
| 444962 | 2008 DG48              | 28 de febrer de 2008   | Mount Lemmon         | Mt. Lemmon Survey      |
| 444963 | 2008 DX51              | 14 de novembre de 2007 | Mount Lemmon         | Mt. Lemmon Survey      |
| 444964 | 2008 DX80              | 24 de febrer de 2008   | Mount Lemmon         | Mt. Lemmon Survey      |
| 444965 | 2008 DJ87              | 28 de febrer de 2008   | Kitt Peak            | Spacewatch             |
| 444966 | 2008 DL87              | 28 de febrer de 2008   | Kitt Peak            | Spacewatch             |
| 444967 | 2008 ER9               | 1 de març de 2008      | Kitt Peak            | Spacewatch             |
| 444968 | 2008 EQ15              | 1 de març de 2008      | Kitt Peak            | Spacewatch             |
| 444969 | 2008 EO25              | 3 de març de 2008      | XuYi                 | PMO NEO Survey Program |
| 444970 | 2008 EL37              | 4 de març de 2008      | Kitt Peak            | Spacewatch             |
| 444971 | 2008 EF50              | 28 de febrer de 2008   | Mount Lemmon         | Mt. Lemmon Survey      |
| 444972 | 2008 EN56              | 24 de febrer de 2008   | Mount Lemmon         | Mt. Lemmon Survey      |
| 444973 | 2008 EX60              | 10 de febrer de 2008   | Mount Lemmon         | Mt. Lemmon Survey      |
| 444974 | 2008 EA65              | 12 de febrer de 2008   | Mount Lemmon         | Mt. Lemmon Survey      |
| 444975 | 2008 EL75              | 28 de febrer de 2008   | Kitt Peak            | Spacewatch             |
| 444976 | 2008 EL77              | 28 de febrer de 2008   | Kitt Peak            | Spacewatch             |
| 444977 | 2008 EH115             | 8 de març de 2008      | Kitt Peak            | Spacewatch             |
| 444978 | 2008 EW118             | 10 de febrer de 2008   | Mount Lemmon         | Mt. Lemmon Survey      |
| 444979 | 2008 EY152             | 11 de març de 2008     | Kitt Peak            | Spacewatch             |
| 444980 | 2008 EO161             | 8 de març de 2008      | Mount Lemmon         | Mt. Lemmon Survey      |
| 444981 | 2008 ET161             | 10 de març de 2008     | Kitt Peak            | Spacewatch             |
| 444982 | 2008 EC168             | 10 de març de 2008     | Kitt Peak            | Spacewatch             |
| 444983 | 2008 FD12              | 2 de febrer de 2008    | Kitt Peak            | Spacewatch             |
| 444984 | 2008 FR25              | 27 de març de 2008     | Kitt Peak            | Spacewatch             |
| 444985 | 2008 FR31              | 28 de març de 2008     | Mount Lemmon         | Mt. Lemmon Survey      |
| 444986 | 2008 FV35              | 13 de febrer de 2008   | Mount Lemmon         | Mt. Lemmon Survey      |
| 444987 | 2008 FW51              | 8 de març de 2008      | Kitt Peak            | Spacewatch             |
| 444988 | 2008 FM82              | 27 de març de 2008     | Mount Lemmon         | Mt. Lemmon Survey      |
| 444989 | 2008 FP90              | 29 de març de 2008     | Mount Lemmon         | Mt. Lemmon Survey      |
| 444990 | 2008 FU98              | 30 de març de 2008     | Kitt Peak            | Spacewatch             |
| 444991 | 2008 FH116             | 31 de març de 2008     | Mount Lemmon         | Mt. Lemmon Survey      |
| 444992 | 2008 FX121             | 31 de març de 2008     | Mount Lemmon         | Mt. Lemmon Survey      |
| 444993 | 2008 GR4               | 26 de febrer de 2008   | Kitt Peak            | Spacewatch             |
| 444994 | 2008 GG29              | 1 d'octubre de 2000    | Kitt Peak            | Spacewatch             |
| 444995 | 2008 GV32              | 3 d'abril de 2008      | Kitt Peak            | Spacewatch             |
| 444996 | 2008 GV61              | 5 d'abril de 2008      | Mount Lemmon         | Mt. Lemmon Survey      |
| 444997 | 2008 GW75              | 7 d'abril de 2008      | Mount Lemmon         | Mt. Lemmon Survey      |
| 444998 | 2008 GR79              | 30 de març de 2008     | Kitt Peak            | Spacewatch             |
| 444999 | 2008 GG101             | 9 d'abril de 2008      | Kitt Peak            | Spacewatch             |
| 445000 | 2008 GX102             | 6 d'abril de 2008      | Kitt Peak            | Spacewatch             |